# بهشهر
بِهْشَهْر، از شهرهای استان مازندران، یکی از کهن‌ترین شهرهای ایران و مرکز شهرستان بهشهر است. در گذشته (پیش از دورهٔ پهلوی یکم) آن را «اشرف» یا «اشرف‌البلاد» می‌نامیدند.
مردم بهشهر به زبان تاتی مازندرانی سخن می‌گویند و از قومیت تات و ایرانی‌تبار هستند دین مردم بهشهر اسلام ( شیعه دوازده‌امامی و سنی شافعی ) است، اقلیت‌های بهائی، مسیحی و یهودی هم در گذشته (دورهٔ پهلوی) در بهشهر زندگی می‌کردند.
بهشهر پنجمین شهر پرجمعیت استان مازندران است.
بر اساس سرشماری سال ۱۳۹۵ خ. جمعیت این شهر برابر با ۹۴٫۷۰۲ نفر جمعیت بوده‌است.
بهشهر در عهد شاه عباس بزرگ، پایتخت تابستانی ایران بود.
بهشهر در بهمن ۱۴۰۱ خ. شهر ملی گلیچ معرفی شد و همچنین پایتخت طایفه ریاحی ها هم نام دارد.

## نام
نام بهشهر در دورهٔ ساسانی «تَمیشَه» بود و واژهٔ تَمیشَه برگرفته از نام دانه و بوته تمشک است؛ پیش از دورهٔ تیموری، «کبودجامه» بود؛ پیش از شاه عباس بزرگ، «خرگوران» بود و در عهد شاه عباس بزرگ، چون خیرالنساء بیگم اشرف الملوک، مادر شاه عباس بزرگ، از اهالی «خرگوران» بوده و نام او نیز «اشرف» بود، شاه عباس بزرگ نام «خرگوران» را به‌نام مادرش «اشرف» تغییر داد و از عهد شاه عباس بزرگ تا پایان دورهٔ قاجاری به این شهر «اشرف» یا «اشرف‌البلاد» می‌گفتند و در دورهٔ پهلوی یکم، چون «اشرف‌البلاد» واژه‌ای از ریشه زبان عربی است و به فارسی «اشرف» معنای «بِهْ» و «بهترین» و «بِلاد» معنای «شهر» را می‌داد، نام آن به «بهشهر» دگرگون شد و «بهشهر» نیز معنای «بهترین شهر» می‌دهد.

## تاریخ

### پیشدادیانوکیانیان
در اسطوره‌های ایرانی، تَمیشَه (بهشهر کنونی) اقامتگاه فریدون پادشاه ایرانیان خوانده شده‌است. در شاهنامه گفته شده که شهر تَمیشَه (بهشهر کنونی) دومین پایتخت فریدون، پس از آمل، بوده‌است.
بنای تَمیشَه (بهشهر کنونی) را به فریدون نسبت داده‌اند. فردوسی تَمیشَه (بهشهر کنونی) را تختگاه دوم فریدون خوانده‌است. ابن اسفندیار به نقل از شاهنامه آورده‌است: «فریدون پس از پیروزی بر ضحاک تمیشه را پایتخت کرد». ظهیرالدین مرعشی آورده‌است: «چون آفریدون پیر شد، مقام خود در تمیشه بساخت و این تمیشه ... اکنون خرابه است و تمیشه کوتی می‌خوانند و هنوز اطلال و دمن آن در موضعی که بانصران می‌خوانند، ظاهر است.» واژه «کوت» در زبان مازنی منطقه به معنی انباشته، انباشته شده و روی هم قرار گرفته می‌باشد. منظور ظهیرالدین مرعشی از تمیشه کوتی به‌نظر می‌رسد که خرابه‌های انباشته شده شهر بوده‌است. پژوهشگران در ارتباط با نام «بانصران» (یا بانسرا یا بانو سرا) که امروزه مکانی مشتمل بر زمین‌های مسطح و کشاورزی است، باور دارند که این واژه شکل بومی واژه «بانو سرای» است که احتمالاً باید نام یکی از کاخ‌هایی باشد که اسپهبد خورشید برای یکی از زنان خود ساخته بود. ابن اسفندیار آورده‌است: «گرشاسف ایرانی در حمله‌ای به سرزمین‌های شرقی، فغفور چین (پادشاه چین) را با هشتاد پادشاه دیگر توسط نریمان به تمیشه نزد فریدون فرستاده بود». در مجمل التواریخ و القصص نیز دربارهٔ پایتخت فریدون آمده‌است: «پس به گرگان ببود، اول به زمین بابل بنشست، پس دارالملک به تمیشه بساخت و طبرستان».
بنا بر گواهی افسانه‌ای، قریه‌ای که اکنون به «کوسان» (به پارسی: کوهستان) مشهور است زمانی «طوسان» نام داشت که به دست توس پسر نوذر که از خاندان کیانیان بوده بنیاد شده‌است و سبب بنایش را آن دانند که توس پسر نوذر فرمانده لشکر کیخسرو بود که در امور پادشاهی همواره کار شکنی می‌نموده و با فریبرز پسر کی‌کاووس هم آهنگی نشان می‌داد، از این رو هنگامی که کیخسرو بر حریفان خود غالب شد با جمعی از خاندان نوذر به جانب تپورستان روانه شد و مدتی را در بیشه «ناروَن»، که یکی از نواحی تپورستان بود، پناه گرفت و چندی بعد قصبه‌ای در «پنج‌هزاره» (بهشهر کنونی) در مکانی که مشهور به کوسان بود، ساخت و آن را «طوسان» نامید.

### سلوکیانواشکانیان
در زمان لشکرکشی آنتیوخوس سوم سلوکی به سرزمین هیرکانی برای رویارویی با اشکانیان، پس از گذر او از کوه البرز از بخشی به‌نام «تامبراکس» نام برده شده که ممکن است همان تَمیشَه (بهشهر کنونی) باشد.

### ساسانیان

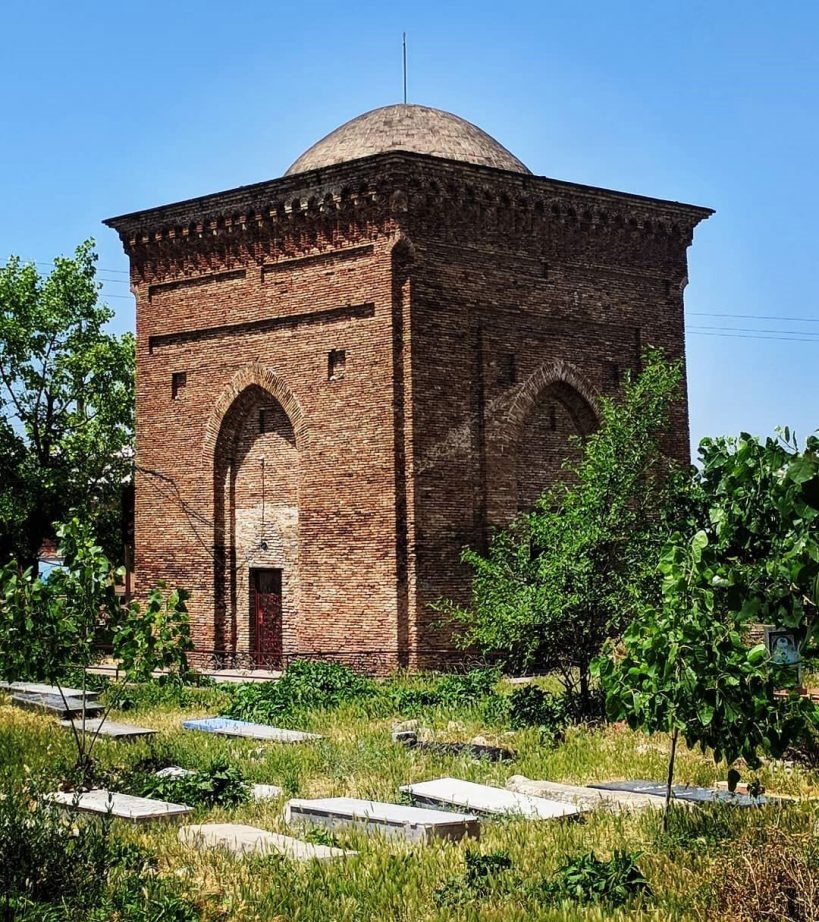
آتشکده کاووس که در دورهٔ ساسانی به دست کاووس ساخته شد.

تَمیشَه (بهشهر کنونی) دوران ساسانیان نیز شهری آباد بوده و با ساری شانزده فرسنگ دوری داشت. آنچه مسلم است فرمانروایی شرقی پتشخوارگر با خانواده کشنسف بوده‌است این خاندان تا سال ۵۲۸م در پتشخوارگر فرمانروایی داشته‌اند و در این سال چون فرمانروایی پتشخوارگر به فرمان قباد یکم به پسر بزرگش کاووس که یکی از سرسپردگان و هواداران سرسخت دین مزدک بود آشکاراً برچیده شد و کاووس رسماً شاه پتشخوارگر گردید و پایتخت او هزارجریب و کیاسر بود. در منابع آمده‌است انوشه‌روان دادگر به آن شهر رفته و زمانی را در آنجا گذرانده و دستور گستره شهر و ساخت بارو و دیوار دفاعی تَمیشَه (بهشهر کنونی) را به جهت جلوگیری از یورش‌های تُرکان و قبایل شرقی داده‌است، انوشه‌روان دادگر در شرق تمیشه دیوار آجری مار سرخ را ساخت تا از تازشات قبایل تُرک به تپورستان جلوگیری کند. تَمیشَه (بهشهر کنونی) شرقی‌ترین شهر تپورستان و در مرز تپورستان و گرگان بوده‌است. ابن رسته تمیشه را نخستین شهر تپورستان از مشرق معرفی کرده و انوشه‌روان دادگر را بنا کننده شهر خوانده و از دیوار تمیشه که میان تپورستان و گرگان کشیده شده و مسجد جامع و جمعیت فراوان شهر یاد کرده‌است. از کاووس پسر قباد یکم فرزندی ماند به نام شاپور که در نزد عمویش انوشه‌روان دادگر بسیار گرامی بود و در دربار می‌زیست و پس از مرگ انوشه‌روان دادگر به تپورستان رفته و در آتشکده کاووس پیرامون کیاسر و هزارجریب به سر برده و مردم تپورستان دلبستگی و گرایش زیادی به او پیدا کردند. هنگام یورش اعراب به ایران و فرار یزدگرد سوم، وی (یزدگرد سوم) از خراسان به تپورستان آمد و مانند پدرش شهریار (پسر خسرو پرویز و شیرین)، در آتشکده کاووس (غرب بهشهر) گوشه‌نشین شد و به نیایش مشغول گردید. پس از یورش اعراب به ایران، باو نوه کاووس از یزدگرد سوم در ری جدا شد و به کوسان رفت و آشکاراً انگیزه داشت پس از جمع‌آوری سپاهی به یزدگرد سوم بپیوندد و با تازیان به نبرد برود ولی به این خواسته خود نرسید زیرا که یزدگرد سوم به سرزمین خراسان رسید و در همان‌جا کشته شد. آنگاه که جریان مرگ یزدگرد سوم به گوش وی رسید در آتشکده کاووس گوشه‌نشین شد و با سر تراشیده به نیایش و ستایش مشغول شد.[منبع بهتری نیاز است]

### پس از اسلام
(بخشی از مقاله یورش تازیان به تبرستان)
پژوهشگران بر این باورند که به دلیل وجود رشته کوه‌های البرز ورود نیروهای تازنده به سرزمین تپورستان و گیلان تقریبان میسر نبوده، لذا تنها راه دسترسی و مدخل ورود تازیان و دیگر نیروهای تازنده تنها از روش بود که از سرزمین قومس به گرگان می‌رسیده که امروزه به گردنه «خوش ییلاق» مشهور است. بدین جهت نخستین شهری که مورد یورش نیروهای تازنده قرار داشته گرگان بوده و سرداران خلفا هرگاه که به انگیزه چیرگی تپورستان می‌آمده‌اند پس از گذشت راه قومس به گرگان بناچار در آغاز با گرگانیان رو در رو شده و سپس به تمیشه و درون تپورستان یورش می‌بردند. بدین سان تمیشه نخستین شهر تپورستان از سمت شرق و مدخل تپورستان و بنوعی پرچمدار نبرد با تازندگان تازی، تُرک و مغول و… بوده‌است.
بسال سی‌اُم هجرت به خلیفه سوم عثمان بن عفان خبر رسید که مردم خراسان به دین پیشین مزدیسنا برگشته‌اند. عثمان، سعید بن عاص بن امیه را با سپاه مدینه به خراسان فرستاد و به عبدالله بن عامر والی بصره نامه کرد که با سپاه بصره به خراسان شود. عثمان بن عفان در نامه خود به این دو وعده داده بود هر یک از اینها پیروزی یابد، بر خراسان فرمانروا شود. عبدالله پیش از سعید بن عاص به خراسان شد و تا نیشابور بگشاد. سعید بن عاص از کوفه درآمد و چون چنان دید به گرگان شد. مردم گرگان در حصار شدند و با او صلح کردند. دویست هزار درخم بازستاند و ایشان را به مسلمانی آورد. سپس آهنگ تبرستان نمود. طبری آورده‌است «بعد نخستین، شهریست تمیشه خوانند با ایشان حرب کردند، چنان‌که نماز خوف (نماز وحشت) کرد به حرب اندر، پس از مردمان صلح خواستند بر آنکه از ایشان یک تن را نکُشد. او شرط را پذیرفت و چون از حصار بیرون آمدند همه را بکشت و یک تن را دست بازداشت و گفت چنین شرط کردم که یک تن را نکُشم گفتند که ما بدین سخن چنان خواستیم که هیچ‌کس را نکُشی. وی گفت من یک تن را خواستم که نکُشم و از آنجا به تبرستان شد و همه را بگشاد و با سپاه بازآمد و به مدینه باز شد و مردمان تبرستان بگاه عمر بن خطاب، سوید بن مقرن مسلمان کرده بود تا گرگان، باز مرتد شده بودند تا سعید بن عاص بیامد بگاه عثمان بن عفان و باز چون سعید بن عاص بازگشت دیگر باره بازایستادند»
به‌هرحال در اینجا نیز گشودن طبرستان به حقیقت مقرون نیست و پیداست که پیشرفت تازیان از حد تَمیشَه (بهشهر کنونی) که در مرز گرگان و طبرستان بوده فراتر نرفته و از حواشی طبرستان به درون آن راه نیافته و به قلمرو اسپهبد نرسیده‌اند
تَمیشَه (بهشهر کنونی) شهری بود در جوار غربی خندقی که به امر فرخان بزرگ برای بازداشتن تُرکان از هجوم به قلمرو او حفر شده بود. ابن فقیه همدانی در گفتن تَمیشَه (بهشهر کنونی) و دربند آن در البلدان نوشته‌است «نخستین شهر طبرستان از سوی گرگان طمیش است و آن در مرز گرگان افتاده‌است و دروازه‌ای کلان دارد که هیچ‌یک از طبرستانیان نتوانند از آن جای بیرون آیند و به گرگان شوند جز از همین دروازه زیرا دیواری از آجر و آهک از کوه تا دل دریا کشیده شده‌است آن دیوار را خسرو انوشیروان ساخت تا تُرک را از تاراج طبرستان بازدارد. در طمیش خلق بسیار هستند …» و هم در بلدان آمده‌است که بلاذری گفته تبرستان را هشت‌خوره است. از آنها خوره ساری، آمل و… ارم خواست بالا و ارم خواست پائین و مهروان و اسپهبدان و نامیه و طمیش و… میان نامیه و ساریه و طمیش بیست فرسنگ است. به گفته ابن اسفندیار تمیشه در دوران دابویگان، نشستگاه جانشین تبرستان بود و پس از مرگ اسپهبد دادمهر، فرزندش خورشید که کودکی خردسال و جانشین وی بود به تمیشه رفت و عموی وی فرخان کوچک که فرمانروایی تپورستان به وی تفویض شده بود تا رسیدن خورشید به سن بلوغ در کاخ اسپهبدان در ساری بر تپورستان شهریاری کرد.
تَمیشَه (بهشهر کنونی) پس از اسلام در یورش‌های مکرر لشکریان خلفا، بارها مورد تاخت‌وتاز قرار گرفت و ایستادگی کرد و مردم آن کشتار همگانی گردیدند. تَمیشَه (بهشهر کنونی) در جریان شورش مازیار و درآینده کشاکش خاندان‌های محلی تپورستان نیز بارها مکان درگیری بوده.
پژوهش‌های بکار آمده از نوشتارهای تاریخی نشان می‌دهد که در سده سوم قمری دین اسلام درشکل علویان تبرستان در این بخش رهیافت.[نیازمند منبع]

### مغولانوتیموریان
کبودجامه (بهشهر کنونی) دوران یورش مغول به ایران و زمان چنگیزخان، امیران این شهر با والیان مغول همکاری داشتند و از همدست‌هایشان بشمار می‌رفتند.[نیازمند منبع]
تَمیشَه و کبودجامه (بهشهر کنونی) دوران یورش تیمور لنگ به این شهر، ویران شد. همچنین شهری به نام روغد در نزدیکی آن برای همیشه از برگ روزگار ستردن شد.

### صفویان،افشاریانوقاجاریان

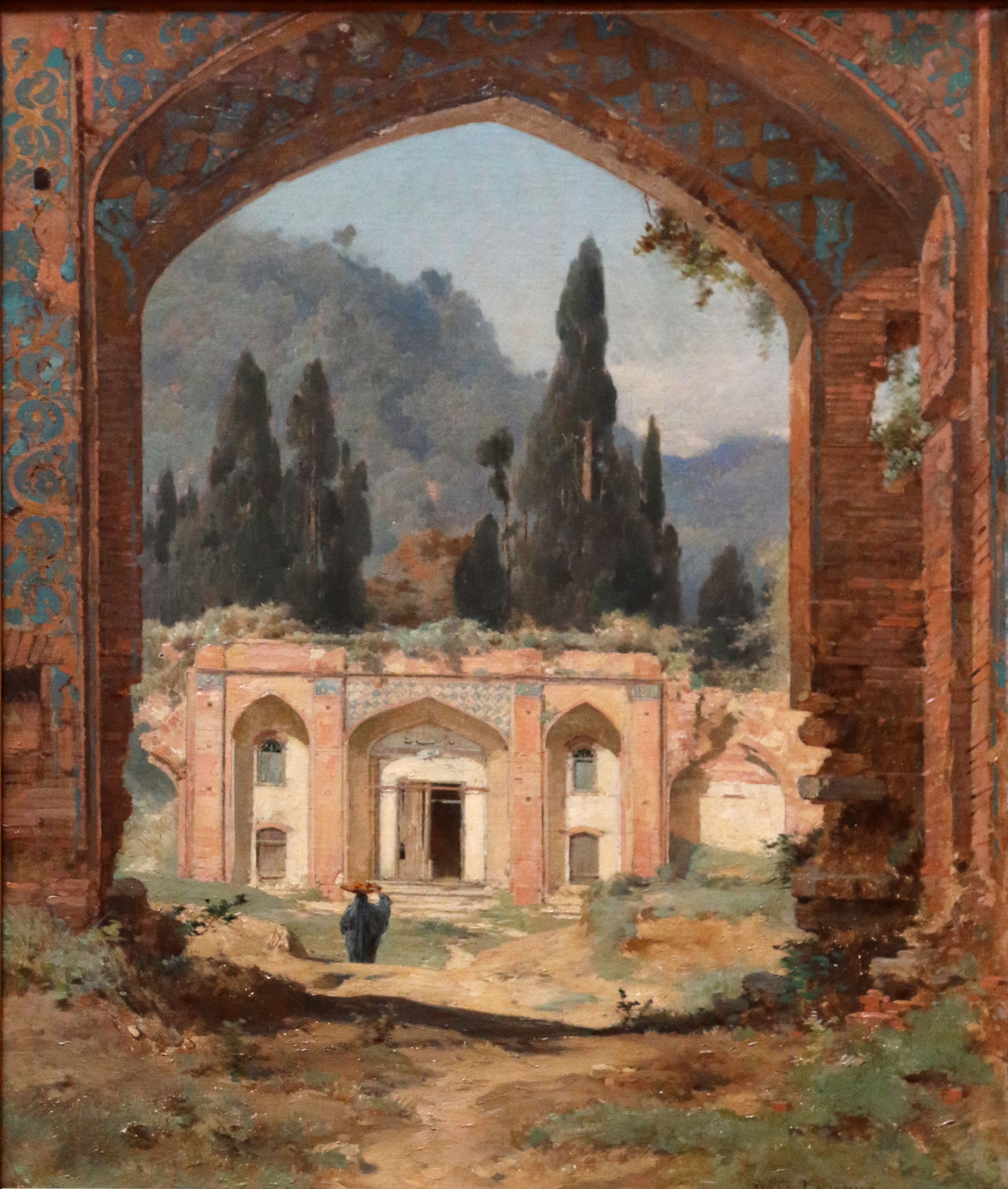
کاخ چهل‌ستون بهشهر اثر ژول لورانس (پیش از ۱۸۹۴م)، کاخی که شاه عباس بزرگ در آن درگذشت.

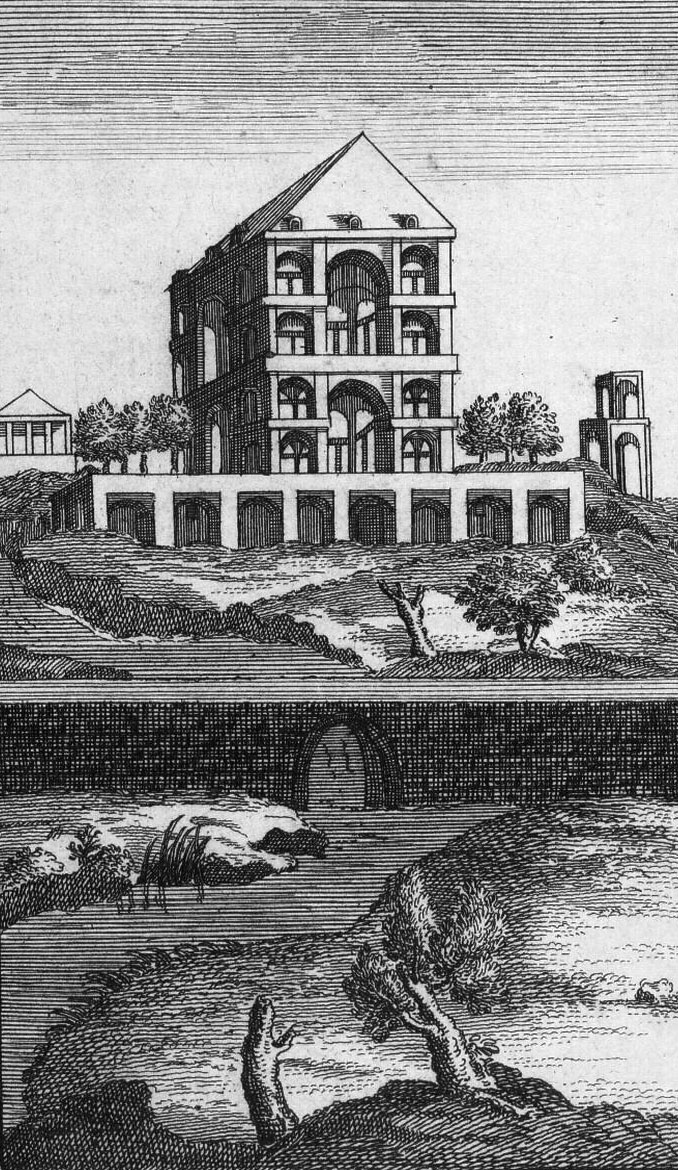
کاخ صفی‌آباد اثر ژان شاردن، کاخی که به دستور شاه عباس بزرگ بنا شد و در دوران شاه صفی یکم گسترش پیدا کرد.

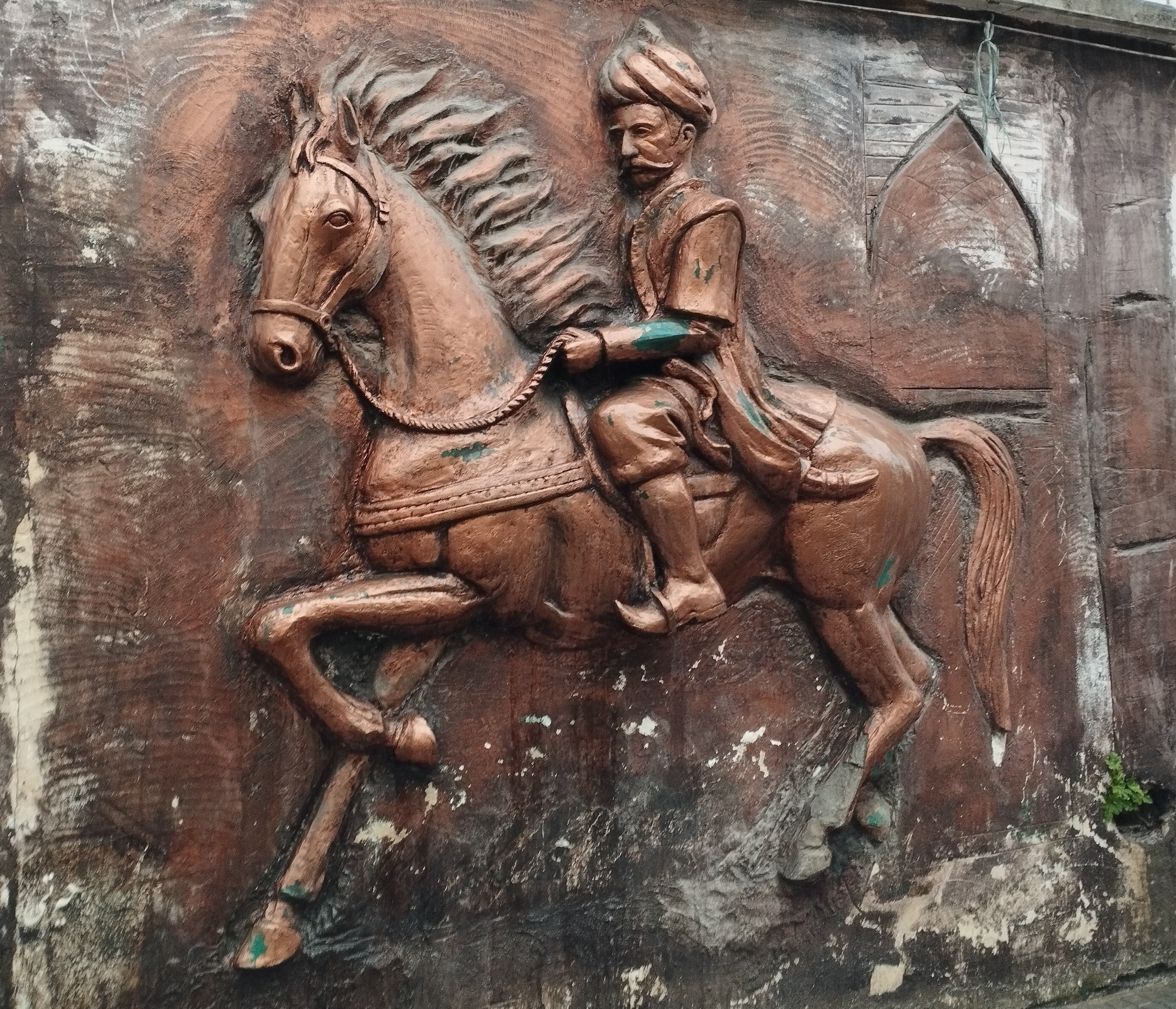
تندیس شاه عباس بزرگ در بهشهر

اشرف‌البلاد (بهشهر کنونی) دوران شاه عباس بزرگ و صفویان شکوفا و شهری آباد بود. شاه عباس بزرگ همیشه به این‌که از سمت مادری مازندرانی بود افتخار می‌ورزید؛ در این مکان روستایی بود به نام خرگوران که به پیرزنی تعلق داشت و شاه عباس بزرگ آن را از او خرید و در این مکان شهری را در سال ۱۰۲۲ قمری بنا کرد. مادر او (خیرالنساء بیگم اشرف الملوک) از اهالی خرگوران (بهشهر کنونی) بود. شاه عباس بزرگ در سال ۱۰۳۲ق اشرف‌البلاد (بهشهر کنونی) را گسترش داد. شاه عباس بزرگ با مسافرت به اشرف‌البلاد (بهشهر کنونی)، این شهر را پایتخت تابستانی خود ساخته. شاه عباس بزرگ بناهایی را در اشرف‌البلاد (بهشهر کنونی) بنا نهاد که می‌شود از آن‌ها به باغ عباس‌آباد، چشمه عمارت، کاخ چهل‌ستون و کاخ صفی‌آباد اشاره کرد. شاه عباس بزرگ هرگاه به تبرستان می‌آمد، اشرف‌البلاد (بهشهر کنونی) را به دیگر نقاط آن ترجیح می‌داد. باشندگان این شهر از تیره‌ها گوناگون تشکیل شده بود، از جمله چندین هزار گرجی بهشهر (گرجی‌محله) نیز در دوران تازش‌های شاه عباس بزرگ به گرجستان، گرجی‌ها از قفقاز به اشرف‌البلاد (بهشهر کنونی) کوچانده شده‌اند، همچنین گروهی از خانواده‌های تالشی لنکران که از کرانه‌های دریای کاسپین آمده بودند و گروهی از تات‌ها که یکی از قبایل ایرانی بود. احتمالاً نخستین گروه نمایندگان سیاسی پادشاهی انگلستان در اشرف‌البلاد (بهشهر کنونی) به حضور شاه عباس بزرگ رسیدند. سرانجام شاه عباس بزرگ پیش از برآمدن آفتاب روز جمعه ۲۴ جمادی‌الاول سال ۱۰۳۸ق در کاخ چهل‌ستون بهشهر درگذشت. عالم‌آرای عباسی دربارهٔ علت مرگ او می‌نویسد: «چند روز قبل از آن در شکارگاه، پادشاه در خوردن و آشامیدن طعام افراط کرد و در بازگشت، به سبب سنگینی بار معده دچار تب شد و در اندک مدتی از اوج کمال به حضیض وبال رسید.»
دوران شاه صفی یکم نیز کاخ صفی‌آباد گسترش پیدا کرد.[نیازمند منبع]
اشرف‌البلاد (بهشهر کنونی) در اثر جنگ‌های داخلی تازش‌های ترکمن‌ها، افغان‌ها و تازش‌های سپاهیان زند صدمات فراوان دید و به‌طور پی‌درپی ویران شد.
نادرشاه در دوران شاهنشاهی خود هنگامی که اعزام نبرد با لزگی‌ها بود زمانی را در این شهر سپری کرد و در آبادانی اشرف‌البلاد (بهشهر کنونی) بسیار کوشید. از جمله کاخ چهل‌ستون بهشهر را که هنگام نابسامانی‌های دوران شورش افغان‌ها ویران شدهٔ بود، بازسازی کرد.[نیازمند منبع]
در دورهٔ قاجاری، محمدحسن‌خان قاجار (پدر آقامحمدخان) گرایش زیادی نسبت به اشرف‌البلاد (بهشهر کنونی) داشت و در دوران فرمانروایی خود بیشتر در این شهر ماندگاری می‌کرد.
در آغاز قدرت یافتن آقامحمدخان، ناوگان جنگی روسیه برای احداث پایگاه نظامی در کناره‌های جنوبی دریای مازندران، اشرف‌البلاد (بهشهر کنونی) را اشغال کردند.
جهانگردان اروپایی که در دورهٔ قاجاری از اشرف‌البلاد (بهشهر کنونی) دیدن کرده‌اند، آن‌جا را شهری نیمه ویران وصف نموده‌اند (مانند ژول لورانس و یاسنت لویی رابینو).
رکن‌الاسفار، از درباریان دورهٔ ناصری، در سفرنامه خود وجه تسمیه دیگری را برای اشرف (بهشهر کنونی) ذکر می‌کند. او باور داشت زمانی که شاه عباس بزرگ این شهر را به صورت مدرن و امروزی بنا نهاد، پاره‌ای از درباریان گفتند «هذا اشرف من فرح آباد» و همین کلمه به مذاق شاه خوش آمد. ناصرالدین‌شاه در سفر نخست خود به مازندران (۱۲۸۳ق) چند روزی در اشرف‌البلاد (بهشهر کنونی) اقامت کرد و دستور داد تا کاخ‌های ویران شده را بازسازی نمایند که در سفر دوم خود در ۱۲۹۲ق هنوز بازسازی آن به اتمام نرسیده بود.[منبع بهتری نیاز است]
به گفته یاسنت لویی رابینو بهشهر در زمان قاجار هفت محله به نام‌های نقاش‌محله، بازارمحله، گرجی‌محله، فراش‌محله، چشمه‌سر، باغ‌شاه، گالش‌محله بود.

## کاوش‌های تاریخی
بررسی و کاوش‌هایی که در سواحل دریای خزر در مکان‌هایی مانند سابقه غارهای هوتو و کمربند در ۲ کیلومتری شهرستان بهشهر در روستای شهید آباد (تروجن) و همچنین در گوهر تپه واقع در ۱۰ کیلومتری شهرستان بهشهر ودر منطقه رستمکلا انجام گرفته‌است، قدمت این ناحیه را به دوره غارنشینی و تقریباً ۱۰۰۰۰ سال پیش به ثبت رسانده‌است. تحقیقات دیگر موید آن است که در ادوار باستانی این منطقه یکی از حوزه‌های مهم تمدن گذشته بوده‌است.
براساس کاوش‌های باستان‌شناسی که از تپه‌های شمال غرب بهشهر (نزدیک رستمکلا) به عمل آمد یک قطعه هاون سنگ سفید را کشف نموده و که به ۲۰۰۰ سال قبل از میلاد بر می‌گردد، یا اینکه غارهای هوتو و کمربند آثار حیات در دوران‌های فرو لیتیک (میانه سنگی) ۶۰۰۰ تا ۸۰۰۰ سال قبل از میلاد و نئولیتیک (پارینه) سنگی را در محدوده بهشهر بیان دارد. گوهرتپه رستم‌کلا یکی از جایگاه‌های بزرگ کهن‌نگاری شمال ایران بوده که در خاور استان مازندران و در گستره شهرستان بهشهر جای دارد. گستره پژوهش باستان‌شناسی و دانش‌های پیوسته که گوهرتپه در کانون آن جا دارد. گوهرتپه بهشهر یک دانشگاه باستان‌شناسی و انسان‌شناسی است که همواره موردتوجه محافل باستان‌شناسی داخلی و بین‌المللی قرار دارد.
محققان از طریق کتاب‌هایی چون اشرف‌البلاد و از آستارا تا استرآباد و گزارش‌های مردمی متوجه شدند این منطقه دارای آثار باستانی می‌باشد و گروهی باستان‌شناس در سال ۱۳۷۹ به سرپرستی علی ماهفروزی منطقه گوهرتپه را مورد کاوش اولیه قرار دادند. گوهرتپه در اسفند ماه سال ۱۳۸۰ ثبت ملی شد و تاکنون ۵ فصل کاوش باستان‌شناسی را سپری کرده‌است. نخستین فصل مطالعات پروژه بزرگ مطالعات باستان‌شناسی حاشیه جنوب و جنوب شرق دریای کاسپین (از آغاز تا اواسط هزاره اول قبل از میلاد) با موضوع از «غار تا شهر» بود که توسط هیئت‌های ایرانی و آلمانی و لهستانی انجام شد. این پروژه به بررسی چگونگی خروج انسان از غار و شکل‌گیری نخستین شهرها در استان مازندران پرداخت.
گروه لهستانی به سرپرستی آرکادیوش سولتیشیاک انسان‌شناس از دانشگاه ورشو، «اکانیسکا چستیکا» گیاه باستان‌شناس و «مارزنا آرزاک» جانور باستان‌شناس در سال‌های ۱۳۸۶ و ۱۳۸۷ با پروژه همکاری نمودند. گروه آلمانی نیز به سرپرستی «کریستین کرنل پیلر» از دانشگاه مونیخ آلمان به مدت یک ماه در سال ۱۳۸۷ با پروژه همکاری داشتند.
لایه‌نگاری به صورت طبقه‌ای و پلکانی صورت گرفته و هرچه به طبقات پایین‌تر می‌رویم قدمت مکان بیش‌تر می‌شود و هر طبقه نشانه یک دوره از زمان است.

### کهن‌ترین ساکنان مازندران
قدمت بقایای باستانی به دست آمده از غار شوپری رستمکلا به بیش از یکصدهزار سال گذشته بازمی‌گردد. قدمت بقایای باستانی به دست آمده از غار شوپری به بیش از یکصدهزار سال گذشته بازمی‌گردد؛ این بقایا شامل دست‌افزاهای سنگی و فسیل استخوان‌های جانورانی است که توسط انسان‌های عصر پارینه سنگی شکار شدند. غار شوپری که در ۱۰ کیلومتری جنوب شهر رستمکلا در شرق مازندران و دره مهربان رود واقع شده، از بزرگ‌ترین غارهای شناخته شده در مازندران است که بیش از ۷۵ متر طول و بیش از ۷۰۰ متر مربع مساحت دارد. غار شوپری در سال ۱۳۹۹ توسط نگارنده شناسایی و به دلیل اهمیت بالای این اثر بلافاصله فرایند تعیین عرصه و حریم آن با مجوز پژوهشگاه میراث‌فرهنگی و گردشگری، در سال ۱۴۰۰ انجام شد و با شماره ۳۳۶۹۶ در فهرست میراث‌فرهنگی کشور به ثبت رسید. کاوش باستان‌شناسی به منظور لایه‌نگاری این غار در سال‌های ۱۴۰۱ و تابستان ۱۴۰۲ با مجوز پژوهشگاه میراث‌فرهنگی و گردشگری توسط نگارنده از سوی اداره کل میراث‌فرهنگی، گردشگری و صنایع‌دستی مازندران انجام شد. بقایای بسیار فراوان استخوان‌های جانوری به دست آمده که اثر قصابی با ابزارهای سنگی بر روی آنها برجای مانده، همچنین بقایایی از دوره نوسنگی با قدمت بیش از هفت هزار سال از لایه‌های سطحی غار شوپری به دست آمده که نشان از ارتباطات پیش از تاریخ ساکنان مازندران با نواحی شرقی و شمال شرقی ایران و نواحی جنوبی آسیای میانه دارد.

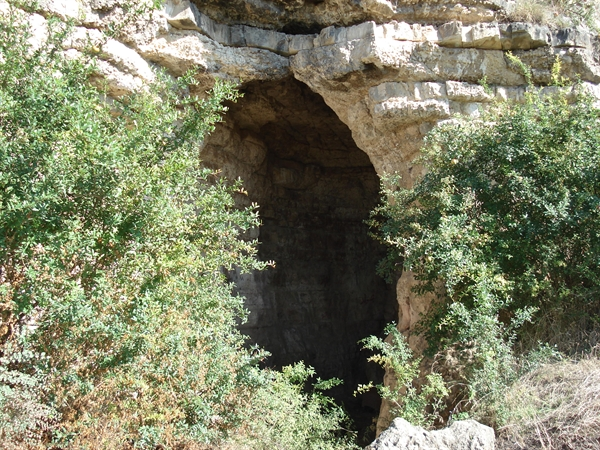
غار کمربند
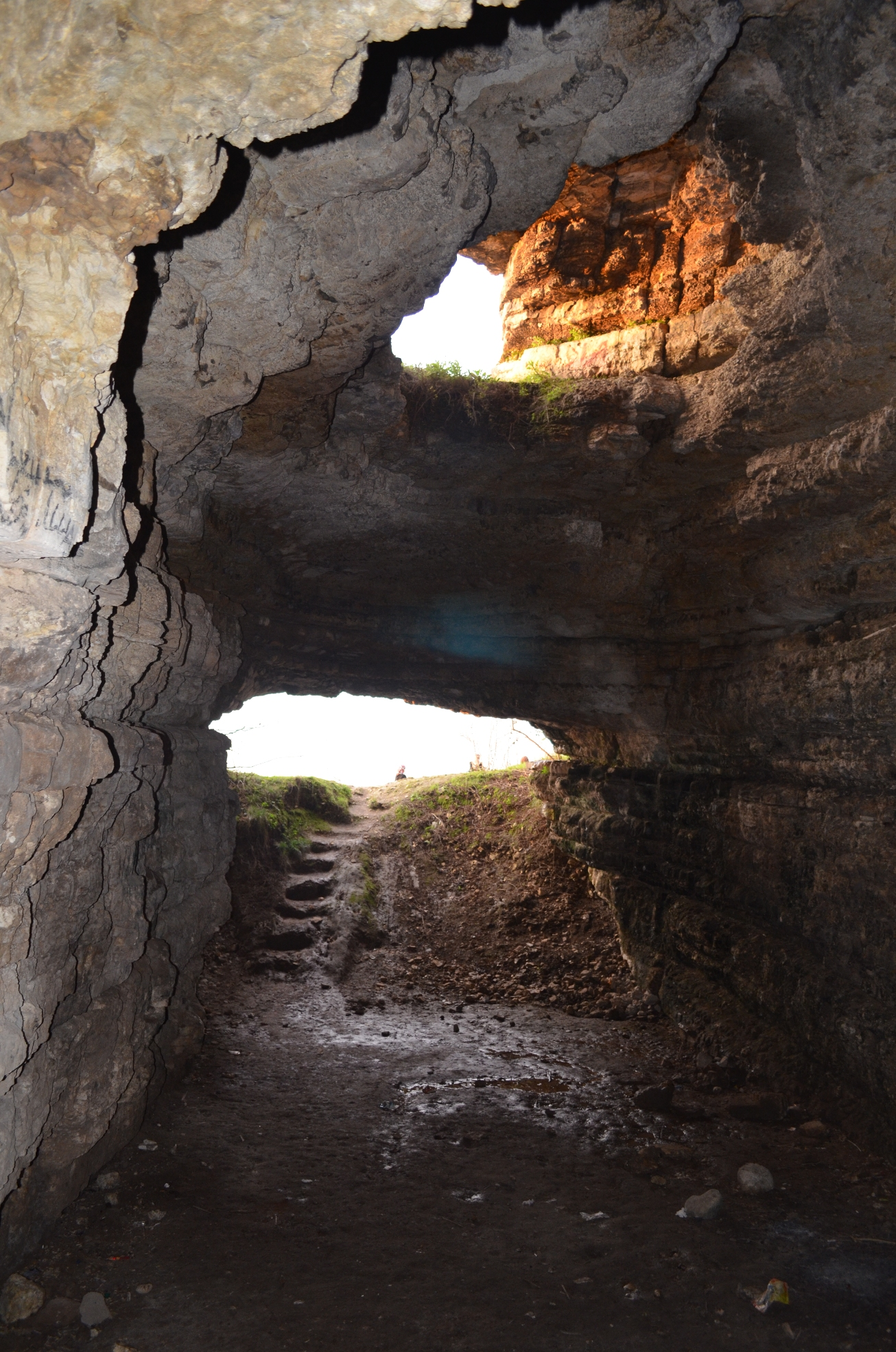
غار هوتو
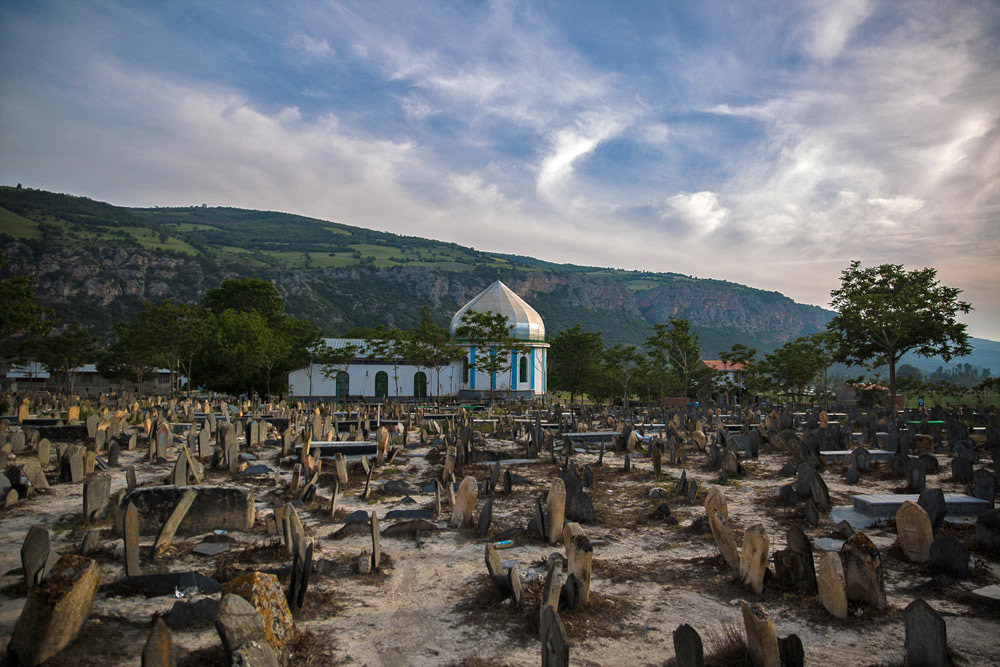
نمایی از گورستان سفیدچاه
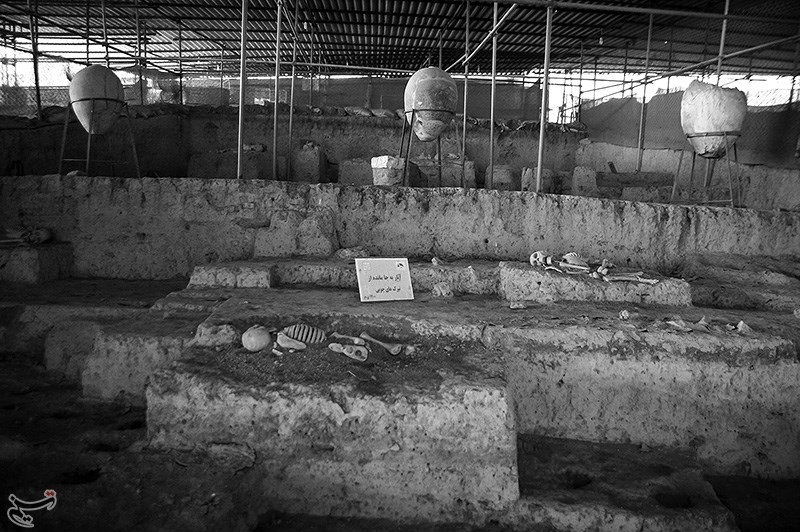
نمایی از گوهرتپه

## مردم

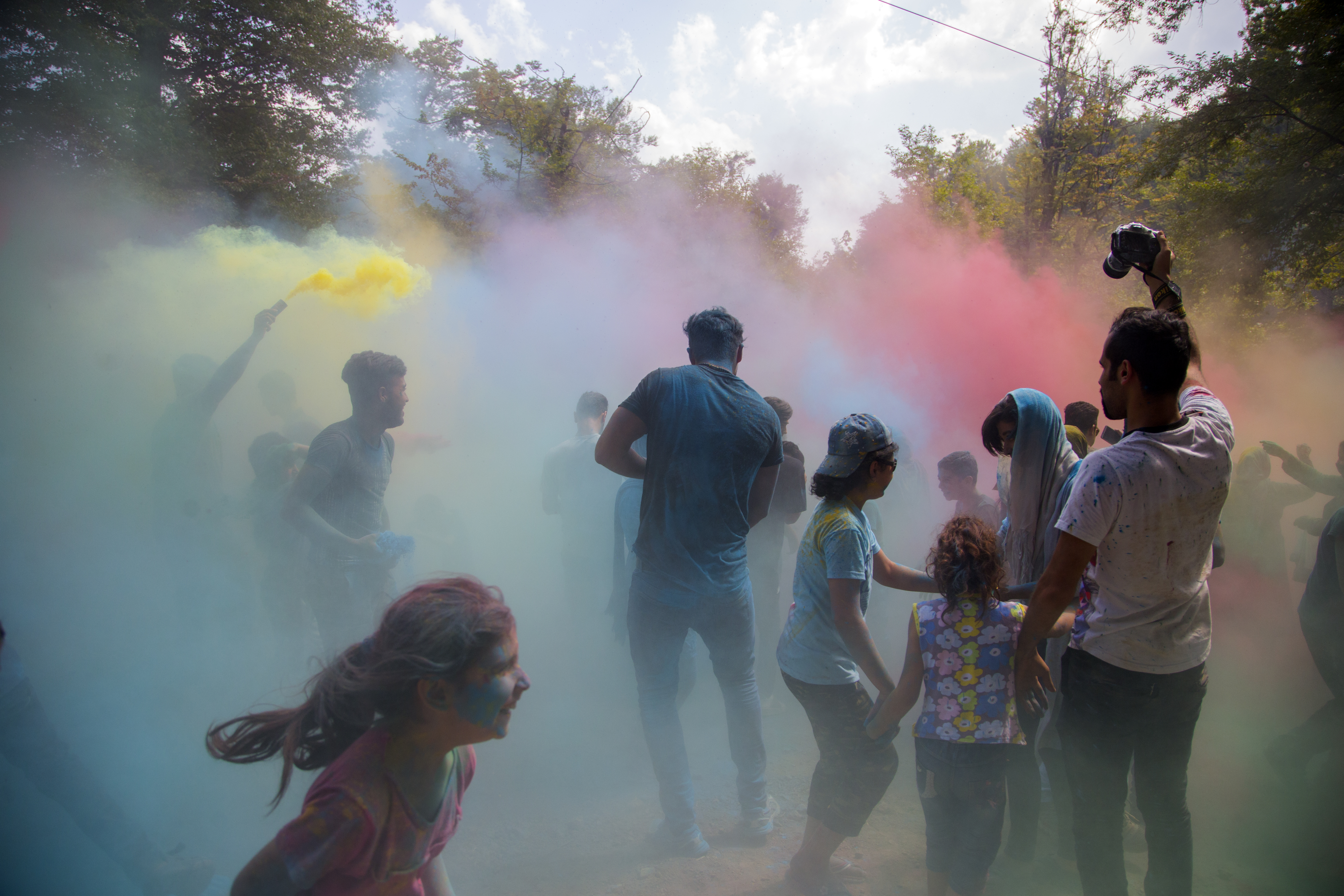
گرجی‌های بهشهر (گرجی‌محله) هنگام برگزاری جشن رنگ

### زبان و قومیت
مردم بهشهر به گویش تات بهشهری از زبان تاتهای طبری سخن می‌گویند و از قومیت تات هستند و ریشه در قوم باستانی تات  تپوری (به یونانی: Τάπυροι، تَپیری) دارند. شهر بهشهر، جزئی از سرزمین قوم تات یا باصطلاح تپوری بود. همچنین گروهی از مردمان با نام گالش که به گویشی از زبان تاتی یا باصطلاح مازنی موسوم به گالشی گفتگو می‌کنند در این منطقه سکونت دارند. همچنین گروهی از گرجی‌ها نیز در بهشهر سکونت دارند که در زمان شاه عباس بزرگ از قفقاز به بهشهر کوچانده شدند. رابینو به گروهی از مردمان به نام گودار در شهر بهشهر اشاره می‌کند. یاسنت لویی رابینو به گروهی از مردمان به نام تات در بهشهر اشاره می‌کند. به گفته پژوهشگران تات‌های مازندران گروهی از مردمان کوه‌نشین در منطقه غرب گرگان، سدن‌رستاق، کردکوی، گلوگاه و بهشهر می‌باشند که به گویشی از زبان تبری موسوم به تاتی سخن می‌گویند. به گفته محمدصالح ذاکری تات در زبان اهالی مازندران به معنی بومی، روستایی و یکجانشین می‌باشد و منظور از زبان تاتی همان زبان مازندرانی می‌باشد.

### جمعیت
بر اساس سرشماری سال ۱۳۹۵ جمعیت این شهر برابر با ۹۴٫۷۰۲ نفر جمعیت بوده‌است.

### بیم انقراضقوم تبری
به گفته پژوهشگران آمار بالای طلاق، باروری کم، سالمندی و ازدواج پایین از مشکلات حوزه جمعیت در میان قومیت تبری به‌ویژه تبری‌های مازندران شمرده می‌شود. پژوهشگران بروند پیری جمعیت قومیت تبری اشاره نموده و بر لزوم توجه به سیاست جوانی جمعیت تأکید دارند. پژوهشگران بیم انقراض قومیت تبری را در کشور بیم جدی می‌دانند. براساس غربالگری از ۴۳۰ هزار زوج مازنی در سال ۱۴۰۱ حدود ۱۰ هزار زوج نابارور در مازندران شناسایی شدند.

## جاذبه‌های گردشگری، طبیعی و تاریخی
- آبشار اسپه‌او:

بخش گردشگری اسپه‌او در فاصله ۳۰ کیلومتری شهرستان بهشهر در استان مازندران و در عرصهٔ جنوبی، بر روی ارتفاعات رشته‌کوه البرز و در بخش مرکزی شهرستان، به نام هزارجریب است. هزارجریب منطقهٔ کوهستانی شهرستان است که روستاهای زیادی را در دل خود جای داده‌است. جریب به معنای روستا و هزارجریب اشاره به تعداد بسیار روستاها در این بخش دارد.
آبشار زیبا و دیدنی اسپه‌او به معنای آب سپید، با ارتفاعی بالغ بر ۴۰۰ متر، در دل کوه سیاخانی از چشمه‌ای که از شکاف سنگی در زیر درختی کهنسال می‌جوشد سرچشمه می‌گیرد. این آبشار به صورت پله کانی و کاسه‌ای است و دارای حوضچه‌های آهکی متعدد در ۷ طبقه می‌باشد که در درازای سالیان متمادی ایجاد شده‌اند و سرانجام به رودخانه نکارود می‌ریزد. در اثر برخورد آب با سنگ‌های بستر و سر خوردن از روی آنها حالتی کف آلود و سپید رنگ ایجاد می‌شود که نام این آبشار که به زبان مازندرانی به همین معناست، از روی آن نهاده شده‌است. آبشار بسیار باشکوه و بلند اسپه‌او پوشیده از خز می‌باشد و به‌پاس شرایط آهکی بودن سنگ آن به راحتی می‌توان از پایین تا مکان سرچشمه از آبشار بالا رفت و از شادابی و خنکای آب و همچنین طبیعت و چشم‌انداز بی‌بدیل قسمت‌های گوناگون آبشار خوشی و مزه برد. نزدیکترین روستاها به این منطقه از سمت شمال روستای غربی محله و از سمت غرب روستای روبار می‌باشند. ارتفاع منطقه اسپه‌او از سطح دریا نیز ۷۸۰ تا ۱۱۲۰ متر است.
در حال حاضر تنها راه دسترسی به منطقه اسپه‌او مسیر اصلی آسفالته از جاده پاسندرز شهرستان بهشهر به سمت روستاهای منطقه هزارجریب می‌باشد. پس از رسیدن به پل حد واسط روستاهای رودبار و غریب محله که تنها تا اینجا امکان استفاده از خودرو می‌باشد، می‌بایست با قرار دادن ماشین در حاشیه جاده اصلی، با ورود به راه فرعی به درازای ۷ کیلومتر در حریم رودخانه به سمت چپ، تا رسیدن به آبشار را پیاده پیمود. این مسیر گیرا و زیبا به گونه‌ای است که قسمتی از راه را باید از درون آب رودخانه و در قسمت‌هایی دیگر، از میان جنگل عبور نمود.
- آبشار سنگ‌نو:

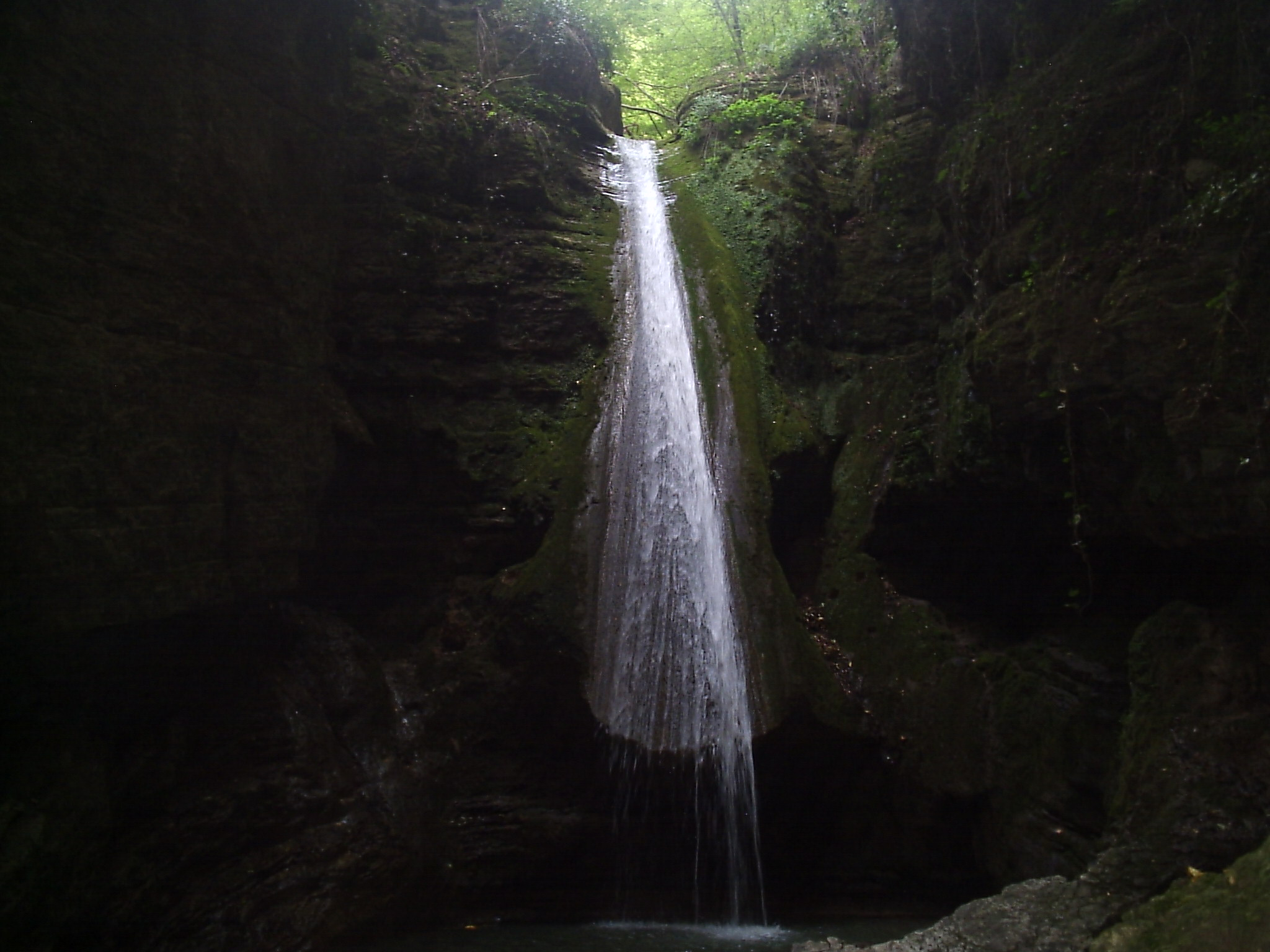
آبشار سنگ‌نو

این آبشار در منطقه جنوبی بهشهر و در ۳ کیلومتری دل جنگل‌های جنوبی بهشهر قرار دارد وجه تسمیه آن به این خاطر است که به خاطر فشار آب یک حوض بزرگ سنگی یا به زبان مازندرانی یک نور سنگی در زیر آبشار درست شده و به آن سنگ‌نور گفته می‌شود. مجموعه دیدنی سنگ‌نو در اعماق جنگل‌های کوه‌های پیش کوه جهان مورا در البرز شرقی قرار گرفته و شامل چهار آبشار است که بزرگ‌ترین آن حدود ۱۲ متر ارتفاع دارد. پوشش گیاهی منطقه به‌طور عمده درختان بلوط وحشی انجیلی ممرز و انواع سرخس به ویژه گونه سرخس شاهینی است. رودخانه در اثر فرسایش بستر رسوبی در درازای زمان ایجاد شده و آب آن بسیار گواراست.
- آتشکده کاووس:

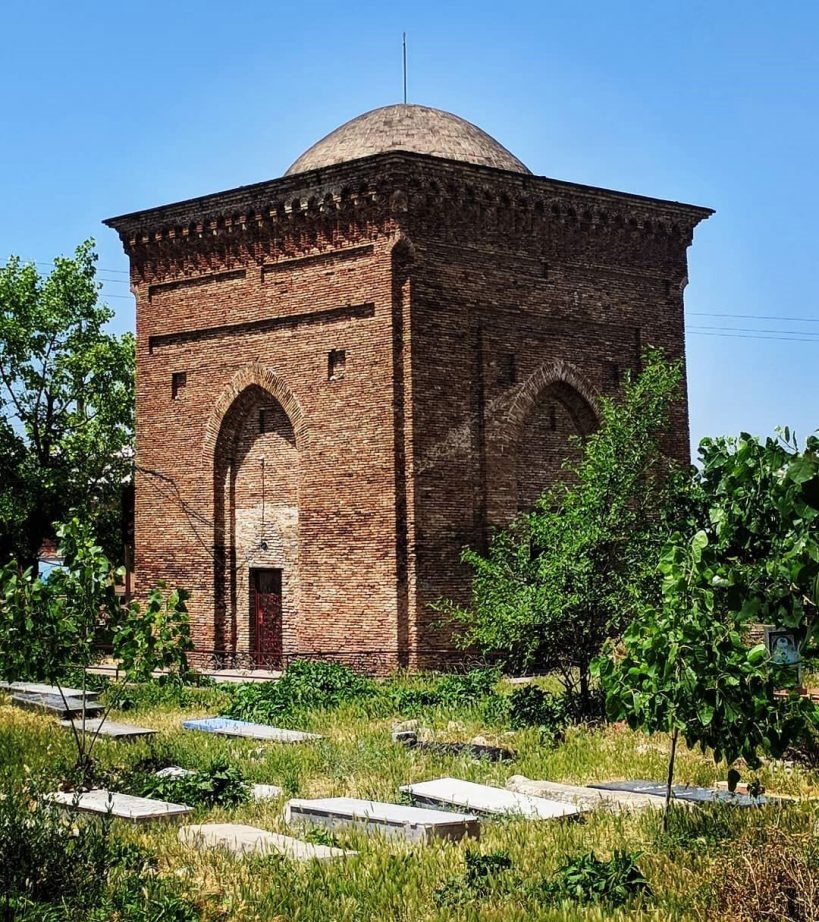
آتشکده کاووس

مربوط به دوران ساسانیان است و در شهرستان بهشهر، روستای کوهستان واقع شده و این اثر در تاریخ ۲۵ اسفند ۱۳۸۰ با شمارهٔ ثبت ۵۴۱۰ به‌عنوان یکی از آثار ملی ایران به ثبت رسیده‌است. بنا بر گواهی تاریخی این بنا به دست کاووس پسر کواد یکم، برادر خسرو انوشه‌روان دادگر ساخته شد، بنا بر گواهی افسانه‌ای، قریه‌ای که اکنون به کوهستان معروف است زمانی «طوسان» نام داشت که به دست توس پسر نوذر که از خاندان کیانیان بوده بنیاد شده‌است.
- باغ عباس‌آباد:

باغ عباس‌آباد

از آثار تاریخی استان مازندران است. مجموعه باغ‌های عباس‌آباد در ۵ کیلومتری شهرستان بهشهر و در دامنه رشته کوه‌های البرز و در میان جنگل‌های انبوه قرار گرفته و از جمله مهم‌ترین و بزرگ‌ترین باغ‌های تاریخی ایران است که به عنوان یکی از باغ‌های ایرانی در میراث جهانی یونسکو ثبت شده‌است. این مجموعه شامل سد عباس‌آباد، مخزن و دریاچه سد، گل‌باغ، کاخ، حمام، آسیاب آبی و دو برج آجری می‌شود. این مجموعه به دستور شاه عباس اول صفوی در سال‌های ۱۰۲۰ و ۱۰۲۱ ه‍.ق در محلی که پیشتر خرگوران نام داشت ساخته شده‌است و در حال حاضر مهم‌ترین باغ غیر کویری ایران به‌شمار می‌آید. وسعت آن نزدیک به ۵۰۰ هکتار است.
- پل زیر قوسی شهدای اشرف البلاد بهشهر

پل زیر قوسی فلزی شهدای شهدای اشرف البلاد به عنوان یکی از بزرگترین پل های زیر قوسی شمال کشور شناخته می‌شود و در بهبود ارتباطات و حمل و نقل منطقه نقش مهمی دارد.پل در شهرستان بهشهر و بر روی رودخانه ولم واقع شده است.این پل بر روی آبرو سد گلورد قرار دارد و دومین پل زیر قوسی کشور محسوب می‌شود.
- بندر امیرآباد:

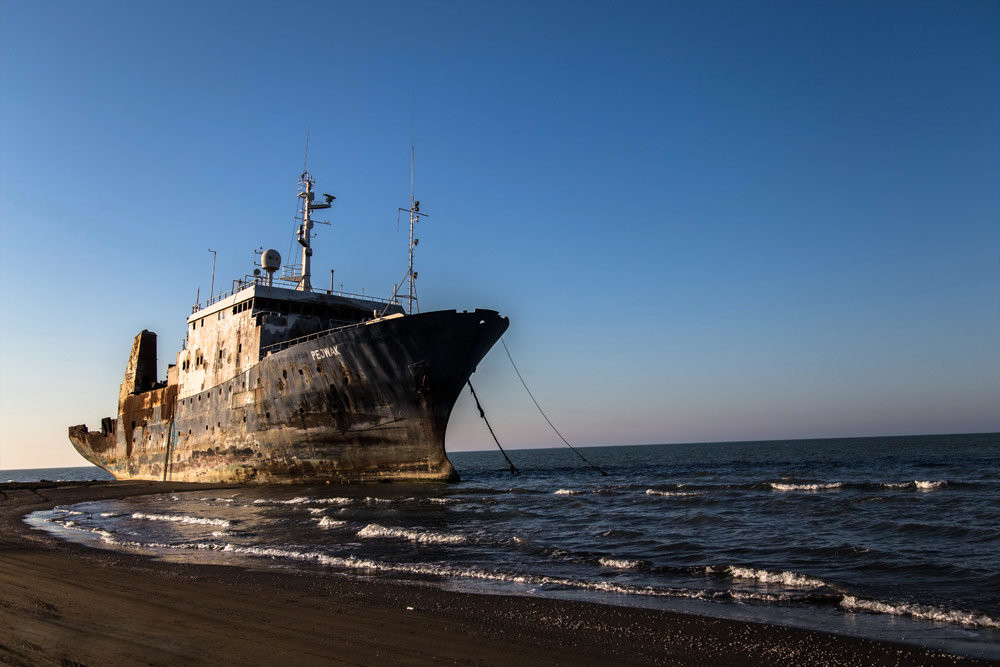
بندر امیرآباد

منطقه ویژه اقتصادی بندر امیرآباد، در شرق استان مازندران و فاصله ۵۱ کیلومتری مرکز استان قرار دارد. این منطقه با دارا بودن اراضی پشتیبانی وسیع برخورداری از زیر ساخت حمل و نقل مدرن چند وجهی، اسکله رو – رو ریلی و کامیون جهت ترانزیت و حمل یکسره کالا و همچنین دسترسی آسان به بازار مصرف کشورهای آسیای میانه با جمعیت بالغ بر ۳۰۰ میلیون نفر توانسته نقش مهمی را در ابعاد ملی و منطقه ای ایفا نماید.
منطقه ویژه اقتصادی بندر امیرآباد به عنوان یکی از نمادهای توجه ایران به مقوله ترانزیت کالا و ایجاد زیرساخت‌های اساسی حمل و نقل در جهت رسیدن به استانداردهای جهانی و استفاده از حداکثر ظرفیت ترانزیتی کشور، نقشی بسیار مهم با اهدافی بسیار بزرگ مانند کسب درآمد ارزی، ایجاد اشتغال، جذب سرمایه‌گذاری خارجی و بخش خصوصی، افزایش نقش جمهوری اسلامی ایران در دریای کاسپین و ایجاد گذرگاه در شمال کشور را بر عهده گرفته‌است.
عملیات احداث این مجتمع بندری بزرگ و مدرن از سال ۱۳۷۵ آغاز شد. استعدادهای بالقوه و امکانات متعدد آن موجب گردید در سال ۱۳۷۶ از سوی دبیرخانه شورایعالی مناطق آزاد به عنوان منطقه ویژه اقتصادی به تصویب برسد. پس از پنج سال تلاش، اولین نشانه‌های بندری بزرگ پدیدار شد و در اردیبهشت سال ۱۳۸۰ فاز اضطراری بندر به دست رحمان دادمان، وزیر فقید وقت راه و ترابری در دولت هفتم افتتاح شد.
- چشمه عمارت:

چشمه عمارت

مربوط به دوره صفوی است و در بهشهر، بلوار شهید هاشمی نژاد، خیابان پاسداران، جنب آب و فاضلاب واقع شده و این اثر در تاریخ ۹ مرداد ۱۳۵۲ با شمارهٔ ثبت ۹۴۸ به‌عنوان یکی از آثار ملی ایران به ثبت رسیده‌است.
معماری این بنا به صورت دو طبقه بوده و هم‌اکنون طبقه همکف و جزری از طبقه نخست آن باقی مانده‌است. از ویژگی‌های معماری این بنا سیستم آب‌رسانی آن است. در میانه کاخ همکف مظهر چشمه وجود دارد. با استفاده از تن‌پوشه‌های سفالی آب به حوضچه‌های طبقه نخست هدایت شده و پس از سرریز به صورت آبشار به چشمه طبقه همکف و حوض‌های اطراف بنا سرازیر می‌شده‌است. این بنا در روزگار آبادانی مزین به نقاشی‌های رنگارنگ. کاشی‌های متنوع بوده‌است. دلیل نام‌گذاری آن، جوشیدن چشمه‌ای از دل زمین، در طبقه همکف این کاخ کهن است.
- چهل‌ستون بهشهر:

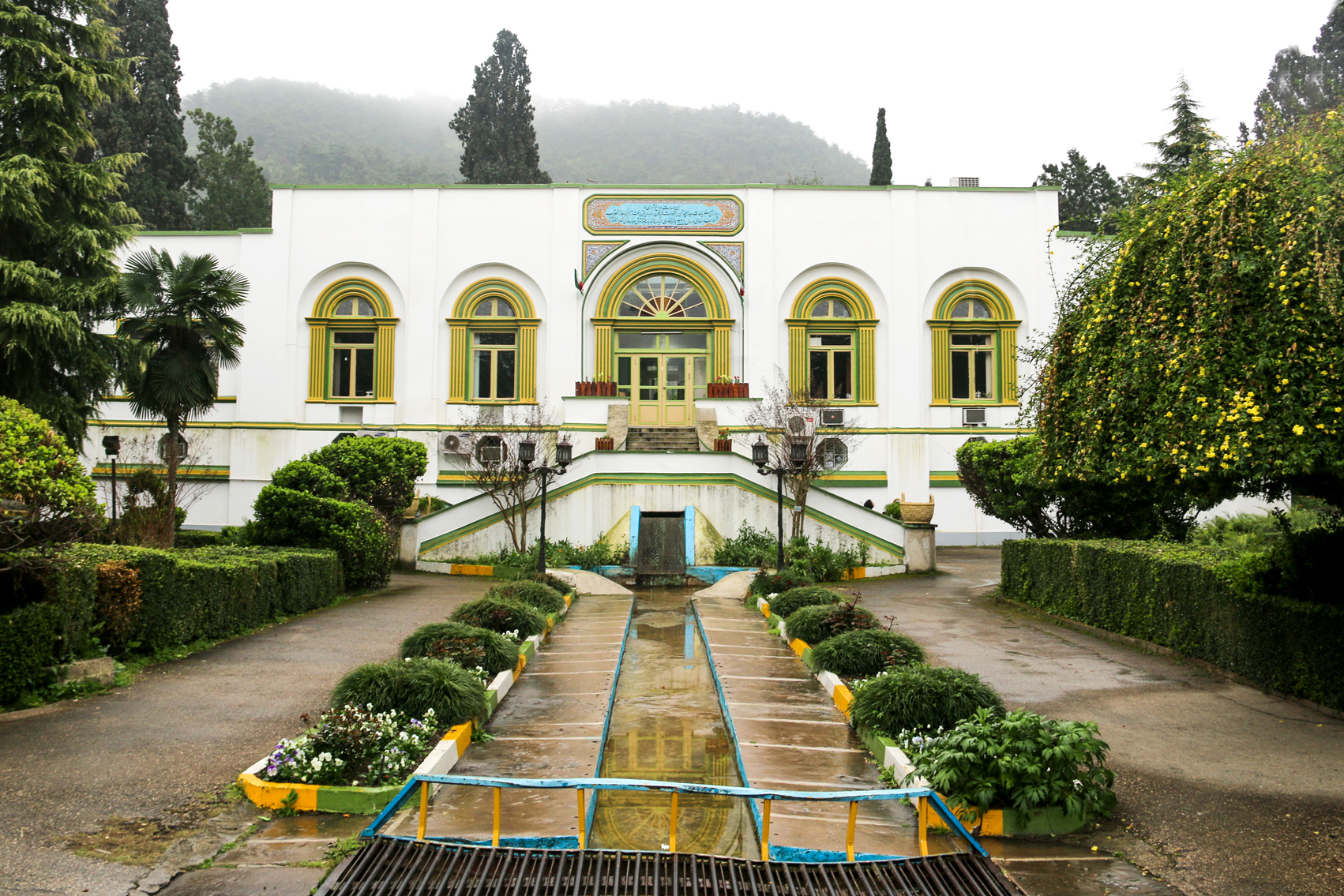
کاخ چهل‌ستون بهشهر

مربوط به دورهٔ صفویه است و در بهشهر، واقع شده و این اثر به عنوان یکی از آثار ملی ایران به ثبت رسیده‌است. این باغ که به پارک ملت بهشهر نیز شهرت دارد با ابعاد ۱۷۰ متر عرض و۵۵۰ متر طول، در سال ۱۰۲۱ هـ. ق به دستور شاه عباس بزرگ طرح‌ریزی و طی چند سال احداث شده و محل بارعام و تشریفات شاه عباس بزرگ و پذیرایی مهمانان بوده‌است. این باغ دارای دو خیابان اصلی می‌باشد که محور طولی باغ با چشم‌اندازی به سوی شمال و دریا است، و در نقطه تقاطع آنها، استخر بزرگ باغ قرار دارد.
- خانه شهریاری:

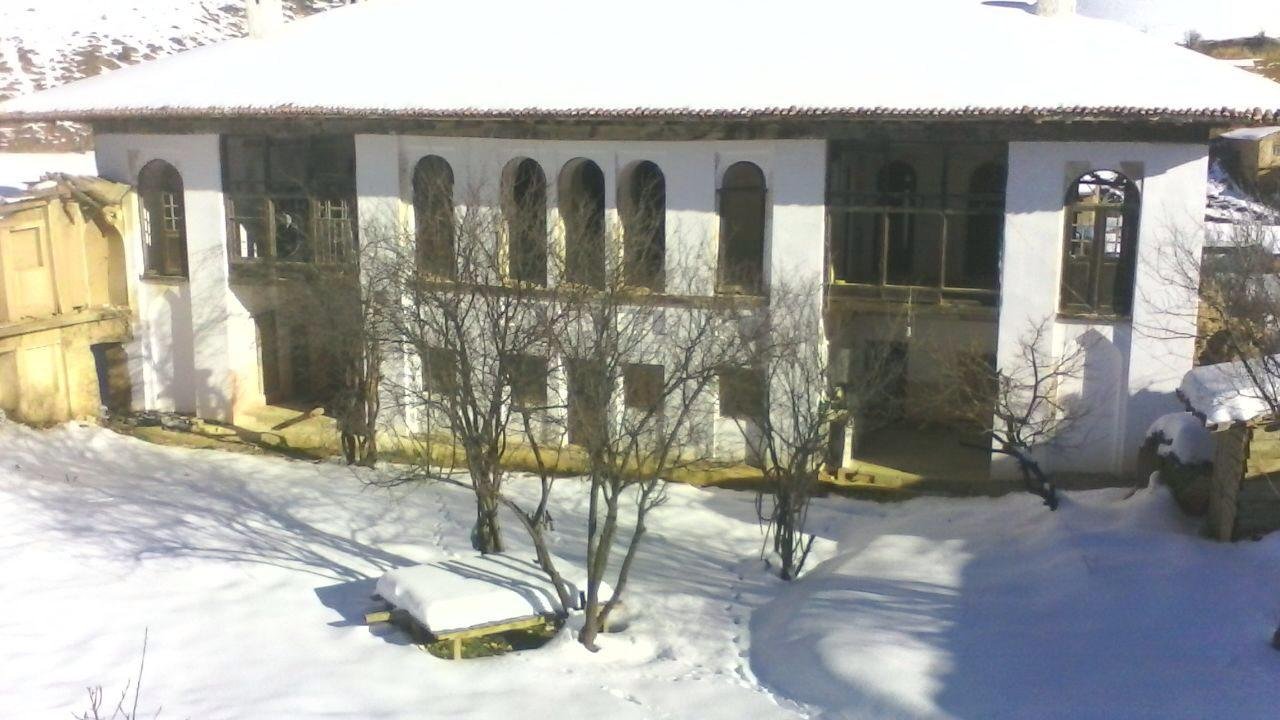
خانه شهریاری در زمستان

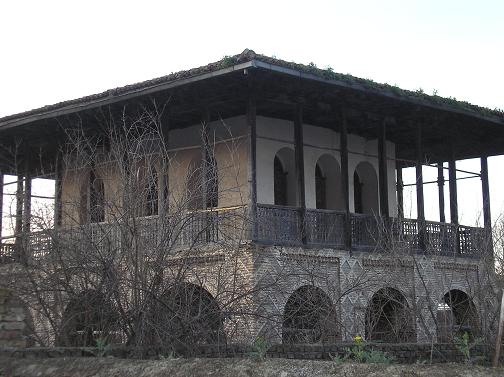
عمارت صیامی

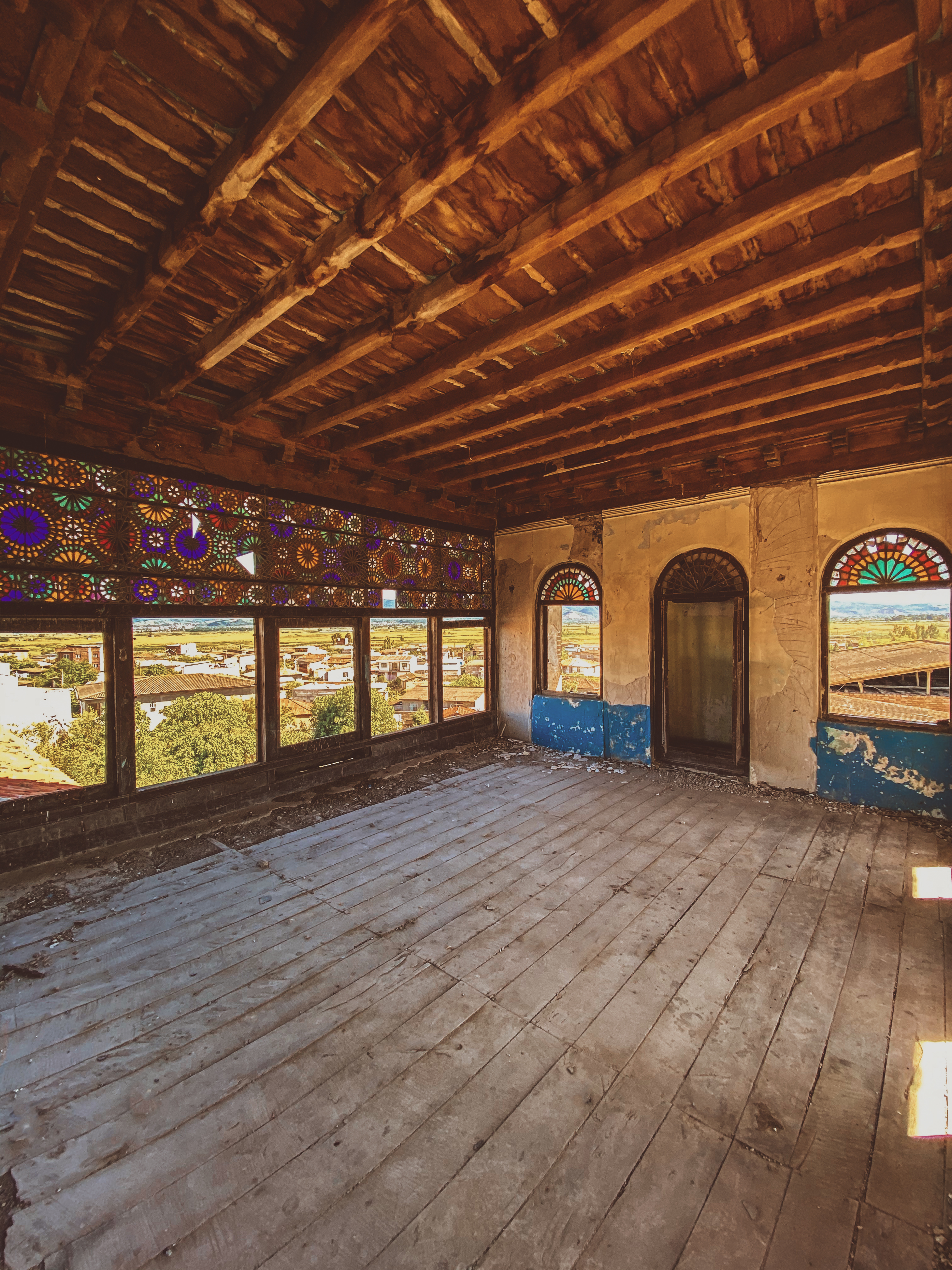
نمای داخل طبقه بالای عمارت افغان‌نژاد

مربوط به دوره قاجار است و در شهرستان بهشهر، بخش یانه‌سر، روستای یانه سر واقع شده و این اثر در تاریخ ۱۷ اسفند ۱۳۸۱ با شمارهٔ ثبت ۷۸۴۴ به‌عنوان یکی از آثار ملی ایران به ثبت رسیده‌است. این ساختمان به عنوان مقر حکومت سردار رفیع یانه سری یا سردار رفیع یانسری به ثبت رسیده‌است.
- دژ نرگسی:

مربوط به سده‌های آغازین دوران‌های تاریخی پس از اسلام است و در شهرستان بهشهر، روستای گرجی‌محله واقع شده و این اثر در تاریخ ۲۵ اسفند ۱۳۸۰ با شمارهٔ ثبت ۵۴۰۵ به‌عنوان یکی از آثار ملی ایران به ثبت رسیده‌است.
- شبه‌جزیره میانکاله:

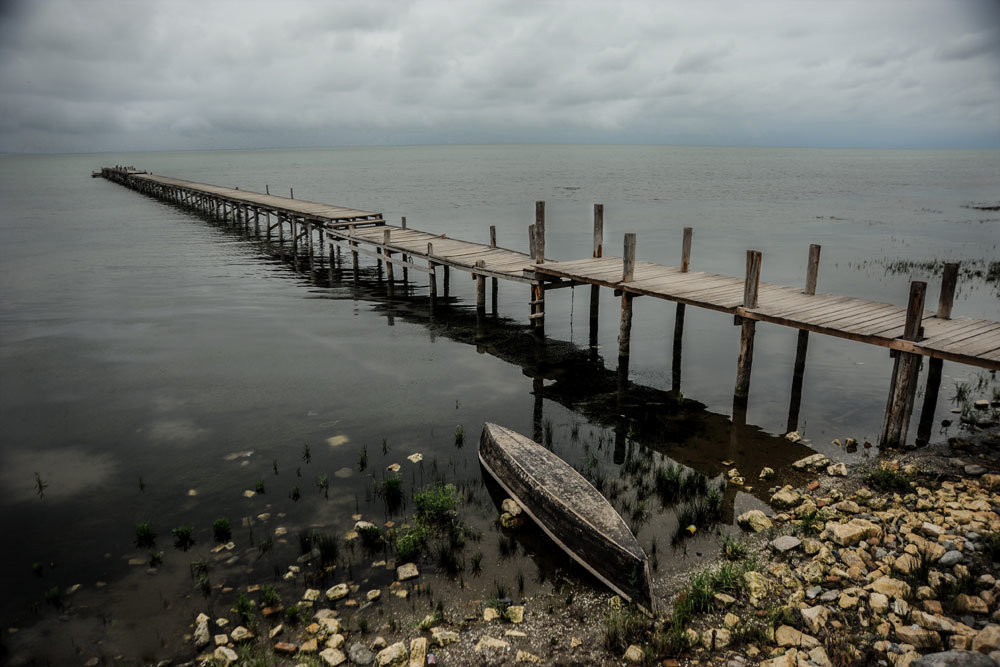
شبه‌جزیره میانکاله

شبه جزیره میانکاله با طبیعتی بکر، محل اسکان پرندگان مهاجر، حیوانات وحشی در منطقه بوده و به عنوان یکی از بزرگ‌ترین و مهم‌ترین منابع حیات وحش در جهان به ثبت رسیده‌است. شبه جزیره میانکاله با تپه‌های شنی ساحلی به طول ۵/۶ کیلومتر از دریا منفک می‌گردد. وسعت و به ویژه دهانه آن به نسبت کاهش یا افزایش آب کم و زیاد و کوتاه و دراز می‌شود. فضای شبه جزیره مرغزار نیمه مشجری است که عمده‌ترین درختچه‌های آن را بوته‌های انار و تمشک وحشی تشکیل داده‌اند. همه ساله صدها هزار پرنده مهاجر، از انواع فلامینگو، قو و غازهای خاکستری، پیشانی سفید، قره غاز، انواع اردک‌ها و مرگوس کاکلی در این شبه جزیره فرود می‌آیند و به تولید مثل و زمستان گذرانی می‌پردازند.
- عمارت صیامی:

مربوط به دوره قاجار است و در شهرستان بهشهر، روستای گرجی‌محله واقع شده و این اثر در تاریخ ۲۵ اسفند ۱۳۸۰ با شمارهٔ ثبت ۵۴۰۷ به‌عنوان یکی از آثار ملی ایران به ثبت رسیده‌است.
- غارهای رستم‌کلا:

مربوط به دوران پیش از تاریخ ایران باستان است و در شهرستان بهشهر، دامنه کوه‌های هوتوکش واقع شده و این اثر در تاریخ ۲۵ اسفند ۱۳۸۰ با شمارهٔ ثبت ۵۴۰۳ به‌عنوان یکی از آثار ملی ایران به ثبت رسیده‌است.
- غار کمربند:

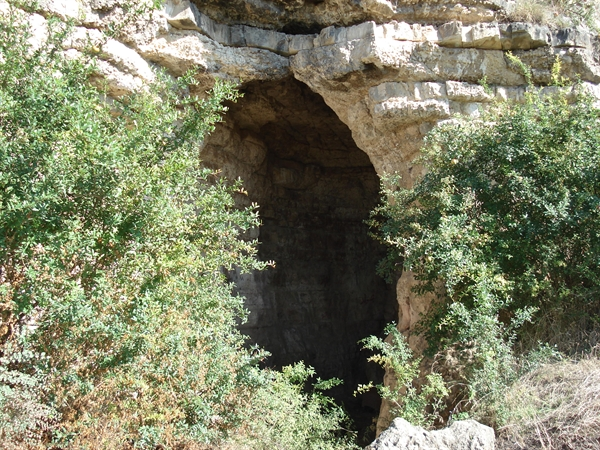
دهانه غار کمربند

این غار در همسایگی غار هوتو بوده و در آن ابزارهای شکار و آثاری از دوران‌های پارینه‌سنگی و میان‌سنگی کشف شده‌است. در دوران معاصر، کارلتون استیونز کون برای اولین بار به کاوش غار طی ۱۹۴۹ تا ۱۹۵۱ پرداخت. کارلتون استیونز کون که برای ادارهٔ کل باستان‌شناسی کار می‌کرد، ضمن کاوش‌هایی در سال‌های ۱۳۲۸ تا ۱۳۲۹ (۱۹۴۹ تا ۱۹۵۰) در غار کمربند، پارچه‌هایی به دست آورد که ثابت می‌کند اقوام ایرانی از همان آغاز غارنشینی، پشم گوسفند و بز را به‌صورت پارچه می‌بافتند.
- غار هوتو:

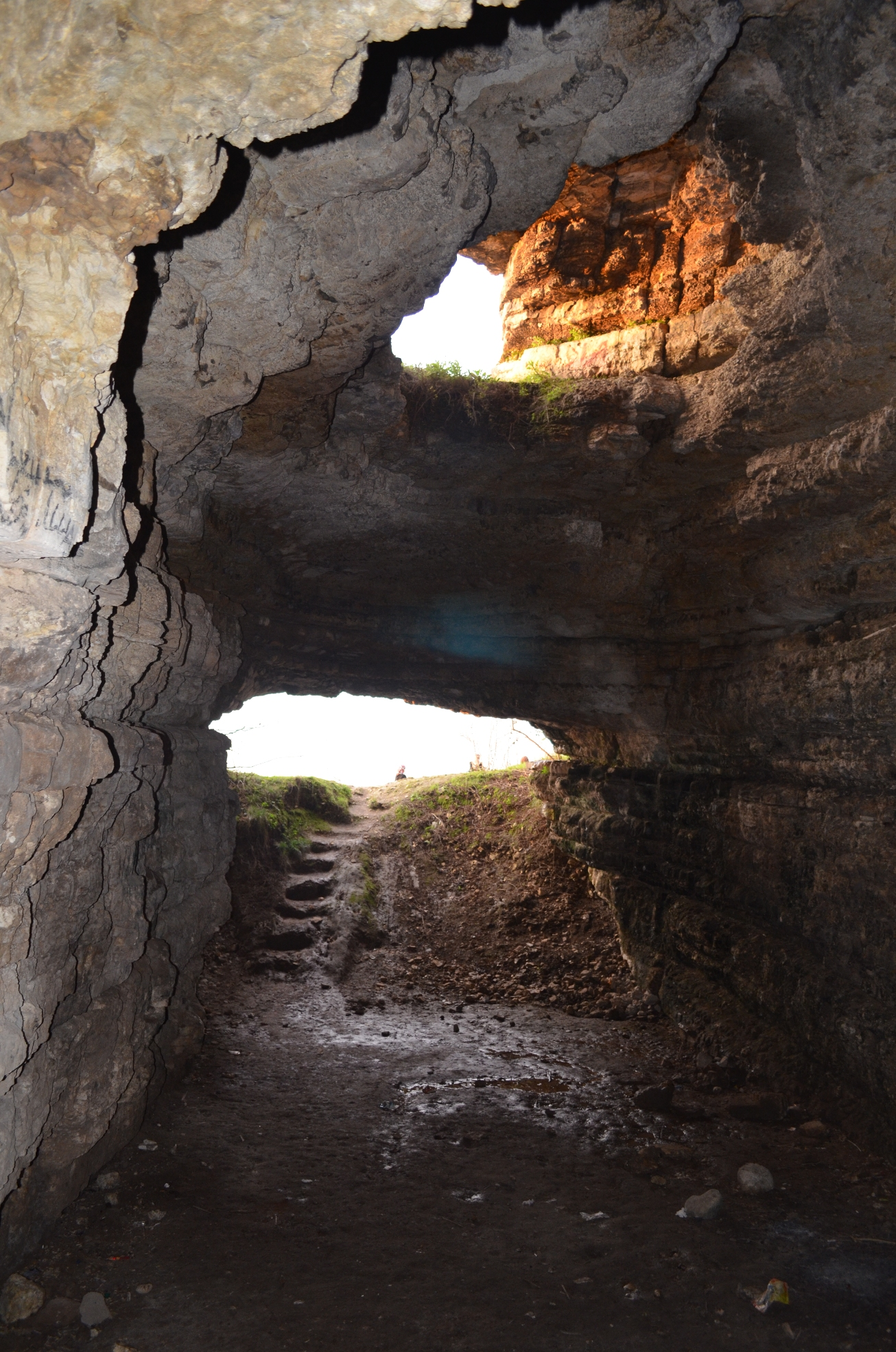
دهانه بالا و دهانه پایین غار هوتو از درون غار

این غار پیشینه‌ای کهن دارد و آثار باستانی مهمی دربارهٔ زندگی انسان‌های اولیه در آن پیدا شده‌است. این غار در دامنه کوه البرز و رو به غرب و در ابتدای ورودی شهر بهشهر و در فاصله پنجاه متری جفت خود، غار کمربند قرار گرفته‌است و دارای دو مدخل در دو ارتفاع مختلف و یک سوراخ تهویه در سقف است.
این غار و غار کمربند، به لحاظ کشف اسکلت انسان با قدمت حدود ده هزار سال معروفیت جهانی دارد. اهمیت غار و آثار کشف شده در آن تا به اندازه‌ای است که در برخی موارد از این غار به معدن طلای انسان‌شناسان یاد شده‌است. مهم‌ترین این کشفیات که به «انسان هوتو» (Hotu man) مشهور است؛ سه اسکلت شامل اسکلت‌های یک مرد و زن بالغ به همراه اسکلت زنی جوان می‌باشند. تصاویری از این اکتشافات که در سال ۱۳۳۰ شمسی (۱۹۵۱ میلادی) به سرپرستی استاد دانشگاه پنسیلوانیا آمریکا، کارلتون استیونز کون انجام شده‌است، در بخش بایگانی موزه باستان‌شناسی و انسان‌شناسی دانشگاه پنسیلوانیا موجود است.
- قلعه شاه‌نشین آسیابسر:

مربوط به سده‌های اولیه دوران‌های تاریخی پس از اسلام است و در شهرستان بهشهر، روستای آسیاب‌سر واقع شده و این اثر در تاریخ ۲۵ اسفند ۱۳۸۰ با شمارهٔ ثبت ۵۴۰۵ به‌عنوان یکی از آثار ملی ایران به ثبت رسیده‌است.
- کاخ صفی‌آباد:

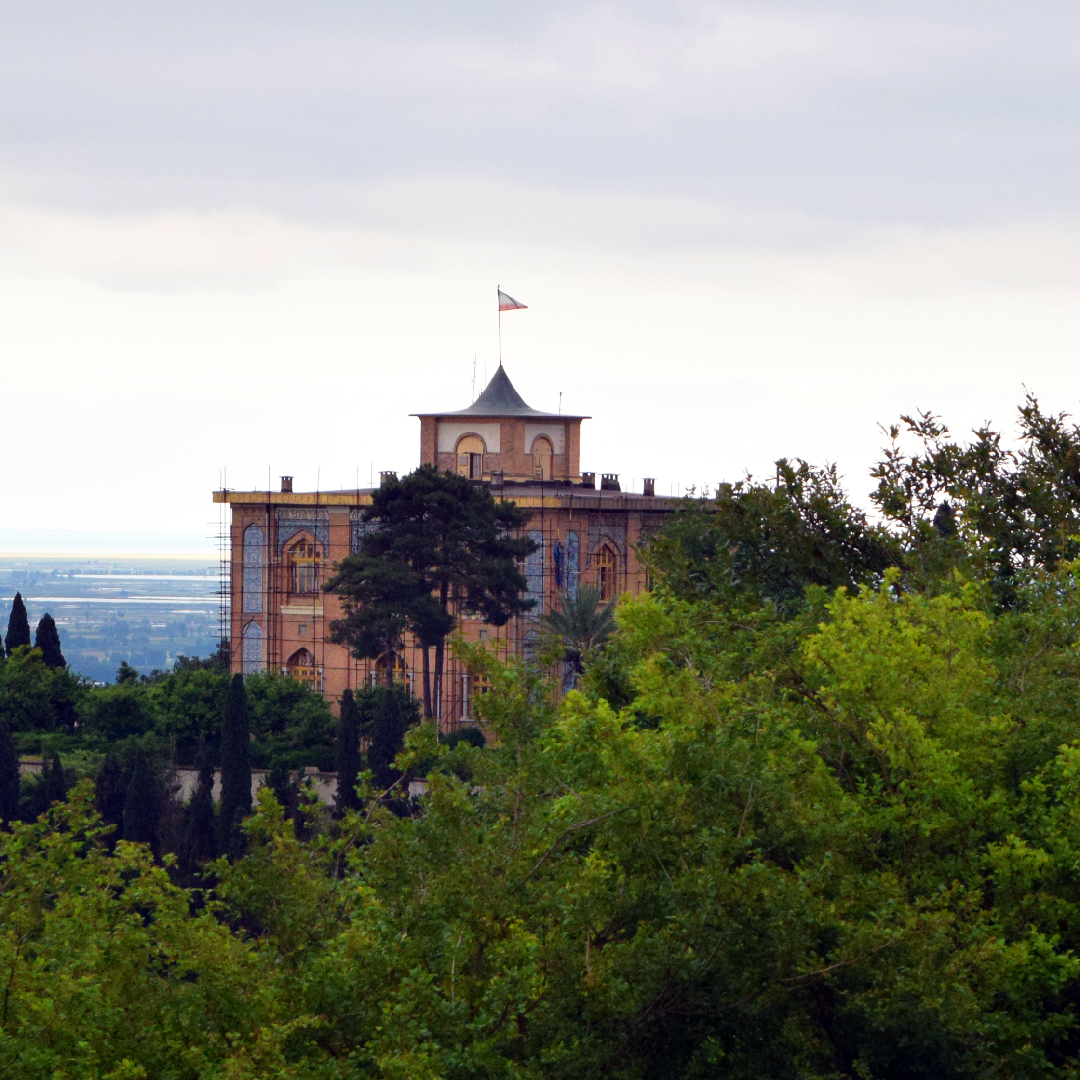
کاخ صفی‌آباد

در جنوب غرب شهرستان بهشهر و در بالای ارتفاعات منتهی به دشت قرار دارد. این کاخ به دستور شاه عباس بزرگ ساخته شد و در زمان شاه صفی یکم گسترش پیدا کرده‌است. این کاخ در میان باغی زیبا به صورت بنایی مربع شکل که دارای ابعاد ۲۵ × ۲۵ متر بوده و در دو طبقه ساخته شد. ورودی کاخ در سمت شمالی قرار داشته که با عبور از پنج پله امکان دسترسی به داخل طبقه اول کاخ وجود دارد. طبقه اول دارای اتاق‌های متعدد بوده که از طریق راهرو و هشتی امکان دسترسی به داخل آن وجود دارد. طبقه دوم نیز دارای راهرو و اتاق‌های زیبا است. از کاخ صفی‌آباد و تا کاخ شاه بهشهر که به کاخ چهل‌ستون بهشهر مشهور است، یک راه زیر زمینی احداث شده بود که در مواقع ضروری مورد استفاده عبور و مرور یا سایر جریان‌های دیگر می‌گردید.
- گوهرتپه:

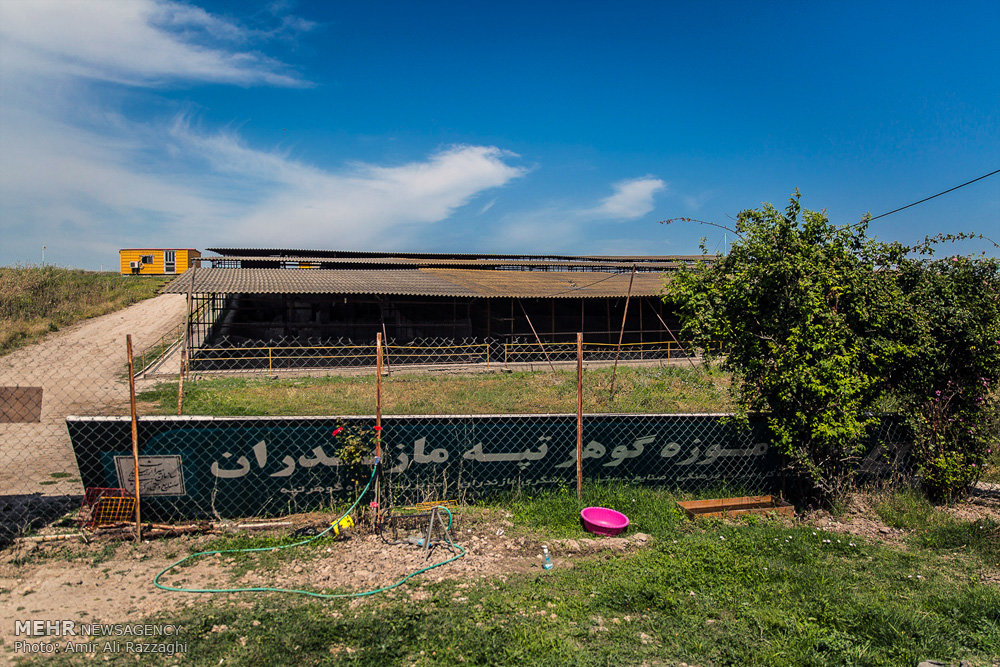
گوهرتپه

یکی از محوطه‌های بزرگ پیش از تاریخ شمال ایران در استان مازندران شهرستان بهشهر ۲ کیلومتری شمال غربی شهر رستمکلا یا کیلومتر ۱۰ جاده بهشهر - ساری قرار گرفته‌است. انسان‌هایی که در غارهای باستانی مازندران چون غار گمیشان، غار هوتو و غار کمربند زندگی می‌کردند پس از خروج از غار به مرور باعث پیدایش گوهرتپه شدند، این تپه انسان‌ساز است؛ یعنی با گذشت زمان، مردم ساکن با از بین رفتن مکان‌های قبلی به مکان‌های بالاتر آمده‌اند. در عصر نوسنگی شکل زندگی روستا نشینی داشته و در دوره برنز و مفرغ مورد توجه قرار گرفته و حالت شهرنشینی پیدا کرده‌است. احتمالاً تا دوره برنز میانی فضای مسکونی و محل دفن در یک مکان بود. اما در دوره برنز متأخر (۴۰۰۰ سال قبل) هم از وسعت شهر کاسته شد و هم قبرستان را به خارج از فضای مسکونی انتقال داده‌اند. در بین دوره برنز و آهن حدود ۲۰۰ سال این منطقه خالی از سکنه شد و در عصر آهن قبرستان را به خارج از مکان مسکونی بردند و مکان دارای سراشیبی را برگزیدند تا شاهد نفوذ آب نباشند. اقوام این منطقه پس از فروپاشی شهر و کوچ به مناطق کوهستانی اجساد نیاکان خود را برای تدفین در زادگاه‌شان به گوهر تپه حمل کرده و همراه با مراسم آیینی در این منطقه به خاک می‌سپردند.
- گورستان سفیدچاه:

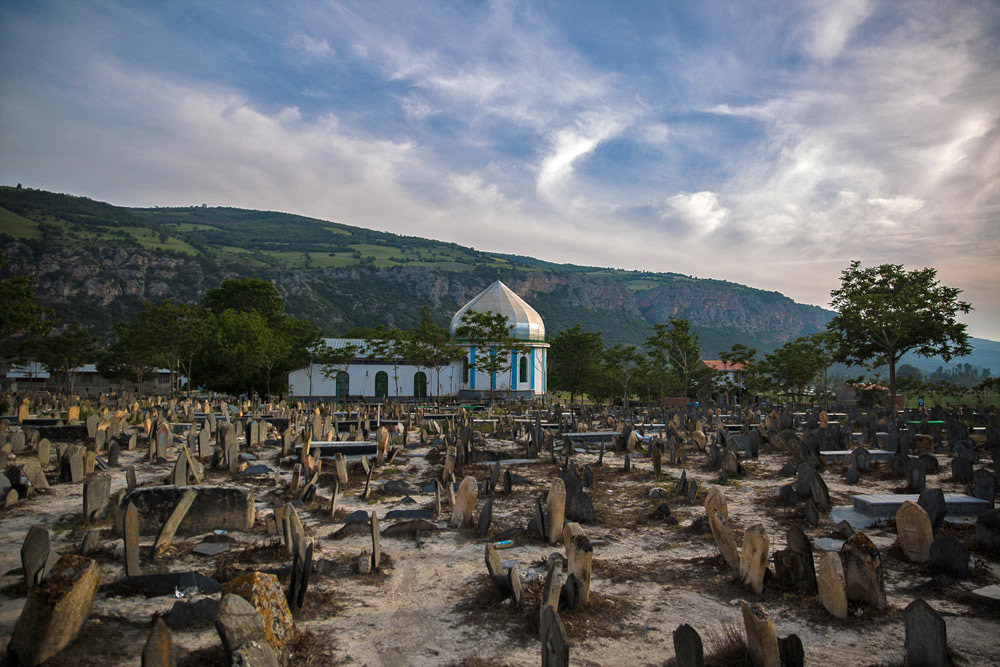
گورستان سفیدچاه

مشهور به اسپه‌چاه مربوط به ۱۰٫۰۰۰ سال پیش از میلاد است و در شهرستان بهشهر، بخش یانه سر، روستای سفید چاه واقع شده و این اثر در تاریخ ۱۷ اسفند ۱۳۸۱ با شمارهٔ ثبت ۷۸۴۵ به‌عنوان یکی از آثار ملی ایران به ثبت رسیده‌است. در روستای سفیدچاه رسم بوده‌است که سنگ قبر مردگان را بر اساس شغل آن‌ها حکاکی می‌کردند، اما بعد از مرگ آخرین بازمانده سنگ‌تراشان و حکاکان مصیب محله، عمر حکاکی روی سنگ‌ها هم به پایان رسیده و درگذشتگان جدید روستا، با سنگ‌های امروزی دفن می‌شوند.
- مجموعه بناهای افغان‌نژاد:

مربوط به دوره قاجار است و در شهرستان بهشهر، بخش قره طغان، روستای قره تپه واقع شده و این اثر در تاریخ ۲۵ اسفند ۱۳۸۰ با شمارهٔ ثبت ۵۴۱۱ به‌عنوان یکی از آثار ملی ایران به ثبت رسیده‌است. عمارت افغان نژاد در روستای قره‌تپه بر بالای تپه‌ای به همین نام واقع است. این مجموعه شامل سه عمارت و یک حمام زیبا بود که از یادگارهای کم‌نظیر عصر قاجاریه در مازندران است. این بنای سه طبقه دارای پنجره‌های زیبای ارسی در شرق بنا و درهای زیبا با تزیینات شیشه‌ای و تراس طبقه اول دارای طاق‌های قوسی شکل است. علاوه بر عمارت مسکونی، حمام مجموعه نیز در ضلع جنوبی قرار گرفته و دارای تزیینات آهک بری زیبایی است. این حمام دارای سربینه، راهروی ورودی بینه و سرویس‌های بهداشتی بود. در دیوارهٔ بینه و سربینه گچ بری‌های زیبا با طرح گل و گیاه به شکل طوماری مشاهده می‌شود.
- محوطه گم چال:

مربوط به دوران پیش از تاریخ ایران باستان است و در شهرستان بهشهر، روستای شهید آباد واقع شده و این اثر در تاریخ ۲۵ اسفند ۱۳۸۰ با شمارهٔ ثبت ۵۴۳۶ به‌عنوان یکی از آثار ملی ایران به ثبت رسیده‌است.
- مدرسه شاه:

مربوط به دوره پهلوی است و در بهشهر، خیابان شهید هاشمی نژاد، جنب باغ شاه واقع شده و این اثر در تاریخ ۱۰ مهر ۱۳۸۰ با شمارهٔ ثبت ۴۱۷۶ به‌عنوان یکی از آثار ملی ایران به ثبت رسیده‌است.

## آب و هوا

نقشه آب و هوایی ایران داری آب و هوای کاسپینی در شمال کشور

شهر بهشهر به دلیل قرار گرفتن میان کوه و دریا، آب و هوای معتدل و مرطوب دارد و میزان بارش زیاد باران و رطوبت بالا و قسمت‌های جنوبی شهرستان به دلیل دارا بودن پوشش کوهپایه‌ای و ارتفاع زیاد آب و هوای سردتر و کوهستانی و زمستان‌های بارانی و برفی دارد.
| نوع پارامتر                       | بهار  | تابستان | پاییز | زمستان | سالانه |
| --------------------------------- | ----- | ------- | ----- | ------ | ------ |
| میانگین دما (درجه سانتیگراد)      | ۱۹٫۴  | ۲۶٫۸    | ۱۵٫۲  | ۹٫۳    | ۱۷٫۷   |
| حداقل مطلق دما (درجه سانتیگراد)   | ۶٫۸   | ۱۷      | -۲٫۰  | -۲٫۸   | -۲٫۸   |
| حداکثر مطلق دما (درجه سانتیگراد)  | ۳۵٫۸  | ۴۰٫۶    | ۳۲٫۰  | ۲۹٫۵   | ۴۰٫۶   |
| مجموع ساعات آفتابی (واحد ساعت)    | ۵۵۰٫۷ | ۶۰۹٫۶   | ۴۲۴٫۹ | ۳۸۷٫۶  | ۱۹۷۲٫۸ |
| نوع پارامتر: تعداد روزهای بارندگی | ۲۳    | ۴۷      | ۳۴    | ۳۲     | ۱۱۴    |
| حداکثر بارندگی روزانه، میلی‌متر    | ۱۰٫۵  | ۲۷٫۶    | ۵۰٫۹  | ۲۷٫۷   | ۵۰٫۹   |
| مجموع بارندگی، میلی‌متر            | ۳۶٫۶  | ۸۲٫۸    | ۳۲۴٫۴ | ۱۷۷٫۷  | ۶۲۱٫۵  |
| تعداد روزهای یخبندان              | ۰     | ۰       | ۳     | ۱۱     | ۱۴     |
| میانگین رطوبت (%)                 | ۷۶    | ۷۶      | ۸۲    | ۸۲     | ۷۹     |

## اقتصاد
انار شیرین و ترش یکی از محصولات مهم و ارزشمند برای بهشهر است که دارای شهرت جهانی می‌باشد کشاورزان از فروش آن سود خوبی می‌برند.
نارنگی، پرتقال، برنج، پنبه، دانه‌های روغنی آفتابگردان، کلزای بهشهر معروف بوده بهشهر از مراکز تولید تخمه، روغن نباتی و صابون در ایران است و کارخانه چیت‌سازی آن قدمت زیادی دارد. همچنین وجود کارخانه بهپاک بهشهر که یکی از بزرگ‌ترین تولیدکننده روغن نباتی و سویا در خاورمیانه است به این شهر زیبا وجهه خاصی داده‌است. قابل توجه است که این کارخانه محصولاتی مانند روغن نباتی لادن و بهار و سویای سبحان را تولید می‌کند. پالایشگاه نفت بهشهر، منطقهٔ ویژهٔ اقتصادی بندر امیرآباد، سکوی نفتی بهشهر، کشتی‌سازی صدرا، شرکت تایدواتر خاورمیانه و گروه تولیدی ساوانا تنها بخش دیگری از اقتصاد اثرگذار بین‌المللی بهشهر می‌باشد. قابل ذکر است که بندر امیرآباد بهشهر یکی از بزرگ‌ترین بندرهای شمال کشور بوده و هم‌اکنون نیز تنها بندر متصل به خط راه‌آهن در شمال کشور است.

## ورزش
ورزش کشتی به ویژه کشتی‌های محلی مازندرانی همچون کشتی لوچو و کشتی باشال در بهشهر رایج است.
کشتی لوچو از ورزش‌های بومی مازندران است که می‌توان آن را مادر کشتی آزاد آن منطقه دانست. کشتی لوچو در همه کرانه‌ها استان مازندران رایج می‌باشد. کشتی لوچو از ورزش‌های پهلوانی و سنتی مازندران می‌باشد. همه ساله، مردم زیادی همزمان با ۲۶ عیدماه تبری (۲۸ تیرماه خورشیدی) در آیینی که به جشن مردگان مشهور است، با تهیهٔ گونه‌های خوراک و خوراکی‌های بومی، در مزار اهل قبور به شادمانی و سرور می‌پردازند. هنگام برگزاری این جشن، مسابقات کشتی سنتی لوچو هم برای شناسایی پهلوان‌ترین فرد منطقه، اجرا می‌شود. «پلوون» فرنامی است که مازنی‌ها به لوچوکاران مازندران می‌دهند. پهلوان کشتی‌گیری است که در آبادی و ناحیه خود حریف و هماوردی ندارد. این فرد در روستای خود از مقام معنوی والا برخوردار است و هر زمان که لازم باشد به داوری و قضاوت در مسائل کار یا زندگی افراد پرداخته و مشاوره می‌دهد. دو سمت فرمان و رای او را ناگزیر می‌دانند.
«کشتی با شال» یا «شال کشتی» یا «کشتی میاوند» یک کشتی مازندرانی می‌باشد که در برخی از جاهای شمال ایران رایج است. در این کشتی شرکت کنندگان یک شال را به دور کمر خود می‌بندند. دست‌ها را در کمر یکدیگر قفل کرده، با اشارهٔ داور کشتی را آغاز می‌کنند. کشتی‌گیری که بتواند حریف را خاک کند، برندهٔ بازی است.

## شهرسازی

### رفت‌وآمد
فاصله این شهر تا تهران ۲۹۵، تا ساری ۴۵، تا گرگان ۷۷، تا بابل ۸۵ و تا رشت ۴۱۰ کیلومتر است.

### محله‌ها
از محله‌های این شهر می‌توان گرجی‌محله، فراش‌محله، نقاش‌محله، بازارمحله، گراییل‌محله، زیروان، سنگ زغال، قائم، قنبرآباد، کشتارگاه، تروجن (شهیدآباد)، فرهنگیان، مهدیه، فرودگاه، گلستان، گلشهر، ۱۷ شهریور، نواب صفوی، کوهی‌خِیل، عبدالحق، [شهید سازگار (بمبئی محله)] اشاره کرد.

### حمل و نقل
جاده ۲۲ از شهر بهشهر می‌گذرد. به علاوه، این شهر دارای یک پایانه مسافربری بین شهری است که هم‌اکنون حدود ۶۰۰ دستگاه خودرو و ۱۰ ون در این شهر مشغول به کار اند و با توجه به جمعیت شهر این تعداد ناکافی ست.
تاکنون برای بهشهر سه طرح آزادراه مطرح شده‌است: آزادراه گرگان-بهشهر، آزادراه بهشهر-ساری (این دو برای پروژه آزادراه گرگان-ساری-رشت است) و آزادراه بهشهر-دامغان که هر سه طرح در انتظار تصویب توسط هیئت دولت هستند.

### خیابان‌ها و راه‌ها

#### اتوبان و کمربندی‌ها
- اتوبان بهشهر- ساری
- اتوبان بهشهر- گرگان
- کمربندی آیت‌الله جباری
- بلوار هاشمی نژاد
- بلوار امام خمینی
- بلوار مطهری (فرودگاه)
- بلوار آیت‌الله کوهستانی
- بلوار جمهوری اسلامی
- بلوار ابوعمار

#### خیابان‌های اصلی
- خیابان امام خمینی
- خیابان باهنر (هنر)
- خیابان رجایی
- خیابان فرودگاه
- خیابان انقلاب
- خیابان مفتح
- خیابان قائم
- خیابان پاسداران

#### راه‌آهن

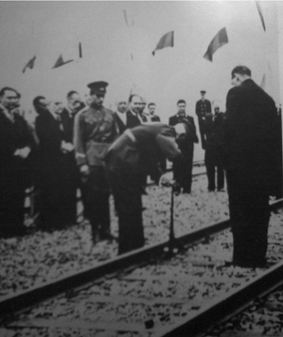
رضاشاه هنگام سفت کردن واپسین پیچ راه‌آهن مازندران

راه‌آهن سراسری در شمال، از این شهر رد شده و سپس تا گرگان ادامه می‌یابد.
نخستین خط راه‌آهن نوین ایران در دوران رضاشاه پس از عبور از بهشهر تا بندر شاه (بندر ترکمن امروزی) کشیده گشت، پس از پایان ساخت پل گردن در ساری نخستین قطار در مهرماه ۱۳۰۸ خورشیدی به دستور رضاشاه عازم بندر شاه گردید.
پس از آن هم‌زمان با احداث راه‌آهن خوزستان، کارها در رشته کوه‌های البرز آغاز گردید، کارگران مازندرانی، ترک و … درکنار سایرین و مهندسین و پیمانکاران به ویژه آلمانی‌ها، کار ساخت تونل‌ها و پل‌ها را پیگیری کردند.

## مراکز علمی
- دانشگاه علم و فناوری بهشهر (مازندران)[۶۱]
- دانشکده پرستاری بهشهر
- دانشگاه پیام نور مرکز بهشهر
- دانشگاه آزاد اسلامی واحد بهشهر
- دانشگاه علمی - کاربردی بهشهر
- دانشکده فنی و حرفه‌ای امام خمینی
- دانشگاه غیرانتفاعی تمیشان (بسته شد و کارهای اداری فارغ التحصیلان دانشگاه به دانشگاه ادیب ساری واگذار گردید)

## خدمات شهری و امکانات

### بیمارستان‌ها
بهشهر دارای سه بیمارستان دولتی و دو بیمارستان خصوصی است.
- بیمارستان دولتی امام خمینی واقع در خیابان امام خمینی که این بیمارستان درسال۱۳۱۷ با کلیه بخش‌های داخلی، زنان و زایمان، اطفال و نوزادان و جراحی به عنوان تنها بیمارستان شهرستان تأسیس و از سال ۱۳۲۷ با اخذ پروانه بهره‌برداری به ارائه خدمات به مردم منطقه پرداخت.[۶۲]
- بیمارستان دولتی سیدالشهدا معروف به بیمارستان شهدا، در ورودی غربی بهشهر قرار دارد. بیمارستان شهداء بهشهر با همت و تلاش اعضای اولین دوره شورای اسلامی شهر بهشهر مسئولان و خیرین محترم این شهرستان، در سال ۱۳۷۸ تأسیس و در سال ۱۳۸۰ به بهره‌برداری رسید. مالکیت این بیمارستان حقوقی و نحوه اداره آن انتفاعی است. این بیمارستان به عنوان سانتر تخصصی زنان و زایمان مشغول به فعالیت می‌باشد.[۶۳]
- بیمارستان دولتی خاتم الانبیا که با جدیدترین تجهیزات، مجهزترین و بزرگ‌ترین بیمارستان شرق استان می‌باشد. زمین این بیمارستان توسط موسی اشرفی جهت تأسیس بیمارستان به دانشگاه علوم پزشکی مازندران اهداء گردید.
- بیمارستان مرحوم امیدی بهشهر که در منطقه فراش‌محله، خیابان بعثت، روبروی مقبره بی‌بی زینب واقع شده‌است. بیمارستان امیدی، بیمارستانی خصوصی ـ درمانی است که در سال ۱۳۵۲ با ظرفیت ۳۰ تخت ثابت، تأسیس و در حال حاضر ۴۶ تخت دایر دارد. تخصص‌های موجود در این بیمارستان عبارتند از: جراحی، زنان و زایمان، کودکان، گوش و حلق و بینی، ارولوژی و ارتوپدی.
- بیمارستان خصوصی مهر دارای ۱۰۰ تخت و بخش‌های اورژانس، اطفال، زنان و زایمان، داخلی، جراحی عمومی با اتاق عمل، ای‌سی‌یو و سی‌سی‌یو، رادیو لوژی، آزمایشگاه و ۵ بخش بستری در خیابان پاسداران واقع شده‌است.[۶۴]

### هتل‌ها
- هتل مروارید صدرا
- هتل بهشهر
- هتل آپارتمانی عباس‌آباد

### سینما
- سینما بهمن
- سینما هجرت ـ که نزدیک به دو دهه به صورت بلااستفاده می‌باشد.

## افراد سرشناس
خطای لوآ در پودمان:Multiple_image در خط 173: attempt to perform arithmetic on local 'totalwidth' (a nil value).
- محمد کوهستانی - عالم زاهد و از فقها و عرفای بنام جهان تشیع
- محمداسماعیل کوهستانی - فرزند محمد کوهستانی[۶۵]
- دکتر سید هادی عقیلی - جراح متخصص فراجا تهران
- خیرالنساء بیگم - ملکه شاه محمد خدابنده و همچنین مادر شاه عباس یکم
- سردار رفیع یانسری - والی استرآباد در زمان قاجار
- فرهاد دژپسند - دانشیار دانشکده علوم اقتصادی و سیاسی دانشگاه شهید بهشتی، وزیر امور اقتصادی و دارایی دولت دوازدهم جمهوری اسلامی
- سید عبدالکریم هاشمی‌نژاد - از فقهای ایران و امام جمعه مشهد که در سال ۱۳۶۰ ترور شد
- محمد اشرفی - از فقها، مراجع تقلید و عرفای شیعه
- ابوالحسن ایازی - علامه، فقیه و عالم شیعه و مؤسس حوزه علمیه رستمکلا
- احمد توکلی - سیاستمدار و اقتصاددان، نمایندهٔ ادوار مجلسِ شورای اسلامی، وزیرِ سابق کار و سخن‌گوی دولت سوم جمهوری اسلامی
- محمدجواد ییلاقی اشرفی - مشاور وزیر نفت دولت هشتم و دولت یازدهم و مشاور وزیر نیرو دولت دوازدهم جمهوری اسلامی
- علی یخکشی - استاد، محقق و نویسنده برجسته دانشگاهی در حوزه محیط زیست
- سیدرسول حسینی کوهستانی - نماینده دوره سوم مجلس شورای اسلامی[۶۶]
- محمدعلی ییلاقی اشرفی ـ فرهنگی بازنشسته، از خیرین منطقه و رئیس سابق دو دوره شورای اسلامی شهر بهشهر
- احمدعلی مقیمی ـ نماینده دوره‌های هشتم و نهم مجلس شورای اسلامی
- موسی اشرفی - معروف به موسی خان، از خیرین بهشهر و نماینده دوره چهاردهم مجلس شورای ملی
- علی‌اصغر رحمانی خلیلی - نماینده ۳ دوره مجلس شورای اسلامی و معاونت پارلمانی وزارت ارشاد محمد خاتمی
- داوود کشاورزیان - استاندار مازندران در دولت ششم و معاونت ترابری وزارت راه در دولت یازدهم و دولت دوازدهم جمهوری اسلامی
- یدالله جهانگیری - جراح عمومی، مشاور محمد خاتمی و قائم مقام روزنامه جام جم
- سید صابر جباری - از علمای ایران و نماینده فقید خبرگان رهبری در استان مازندران و امام جمعه بهشهر
- غلامرضا حجتی اشرفی - نویسنده و پژوهشگر
- حسن بادکوبه ای - استاد تمام و محقق دانشگاه نیویورک
- علی‌اکبر ییلاقی اشرفی ـ اولین فرمانده لشکر ۲۵ کربلا
- خسرو معصومی - کارگردان و نویسنده
- محمدرضا اسحاقی گرجی - موسیقی‌دان و نوازندهٔ دوتار
- مهرنوش شریعتی - بازیگر سینما و تئاتر، کارگردان، صداپیشه و بازی‌دهنده نمایش عروسکی
- علی شکوهی - فعال سیاسی اصلاح طلب، نویسنده و روزنامه‌نگار ایرانی
- حسین کیانی - دارنده ۲ مقام قهرمانی تیر و کمان روی اسب جهان
- علی عمرانی - بازیگر سینما و تلویزیون
- محمد عمرانی - بازیگر سینما و تلویزیون
- بهنام احسان‌پور - قهرمان کشتی جهان و از مربیان تیم ملی کشتی ایران
- فرزاد عموزاد - کشتی‌گیر تیم ملی
- اصغر بذری - قهرمان کشتی جهان
- رحمان عموزاد - کشتی‌گیر تیم ملی
- بهنام احسان‌پور - کشتی‌گیر تیم ملی
- موسی نبی‌پور - بازیکن تیم ملی بسکتبال
- جواد منافی - بازیکن سابق فوتبال
- محمد عاملی - وزنه‌بردار و عضو سابق تیم وزنه‌برداری ایران
- حسن اسماعیل‌پور - مجری و گوینده رادیو جوان
- محسن قرائی - کارگردان سینما و نویسنده
- زهرا لطف‌آبادی - لژیونر فوتسال و عضو تیم ملی فوتسال زنان
- سید عربعلی جباری - دومین امام جمعه فقید بهشهر
- عبدالهاشم قلندری - مورخ و نویسنده کتاب تاریخ بهشهر
- حاج علی مجتبایی - اولین فرماندار بهشهر
- لطف الله هنگی_مدیر عامل پالایشگاه تهران 96_98
- پویا مهتابی(فعال حوزه ی رسانه)

## ره‌آوردها
ره‌آوردهای بهشهر شامل خوراک‌های سنتی، میوه‌ها و صنایع دستی این شهر می‌توان به موارد زیر اشاره کرد:

### خوراک‌های سنتی
خوراک‌های سنتی بهشهر شامل: ناز خاتون (که یک خوراکِ مختص بهشهر و اطراف آن می‌باشد)، آش گزنه (گزنه آش) ،آش کدو ،آش ترش(تِرش آش)، آش دوغ، ته چین، فسنجان، انار تیم خِرِش، خورش مرغ ترش، باقالا پلو، امرغ شکم پر، کدو پلو (کهی پِلا)، اکبر جوجه، ماهی شکم پر، و… می‌شود؛ لازم است ذکر شود که خورشت فسنجان آن به دلیل استفاده از رب انار شیرین مزه مَلَس دارد.
نان و شیرینی: تندیر نون (نان محلی)، حلوای گردو (اَغوز حِلوا)، سوهان کنجد (پِشتِ زیک) ،برنجک (بهاردانه)، پیس گندله، قَتِلمِه (قَتِلمِه) کوماج، نصیری و…
لازم است ذکر شود (قَتِلمِه)بیشتر در ایام ماه مبارک رمضان و در سفره افطاری مورد استفاده قرار می‌گیرد.
ترشی: بادمجان ترشی، سیر ترشی، هفت بیجار، ترشی یِرآلماسی، ناز خاتون، وینگوم زالک، هلی ترشی، آبغوره، آب نارنج و…
مربا: آلبالو، بِه، تمشک، گلابی، سیب، پرتقال، انجیر، هویج، بهارنارنج و…
شربت: بهارنارنج، آلبالو، انار و …
میوه‌ها: انواع مرکباتی مانند انار یکی از محصولاتی مهم برای بهشهر که شهرت جهانی دارد، انجیر، ازگیل جنگلی (کِنِس)، گلابی وحشی، تمشک وحشی جنگلی، زرد کیجا (نوعی قارچ‌خوراکی)، گزنه و ولیک، غوره، کنجد، خرمالو وحشی، برنج، سویا، کُلزا ،تره بار، گوجه سبز، توتون، و…

### صنایع دستی
صنایع‌چوبی، مبل سازی، نساجی، حصیربافی، گلیم‌بافی، جاجیم‌بافی، جوراب‌بافی، پارچه‌بافی، سفال‌گری و…